# Staffelgiebel

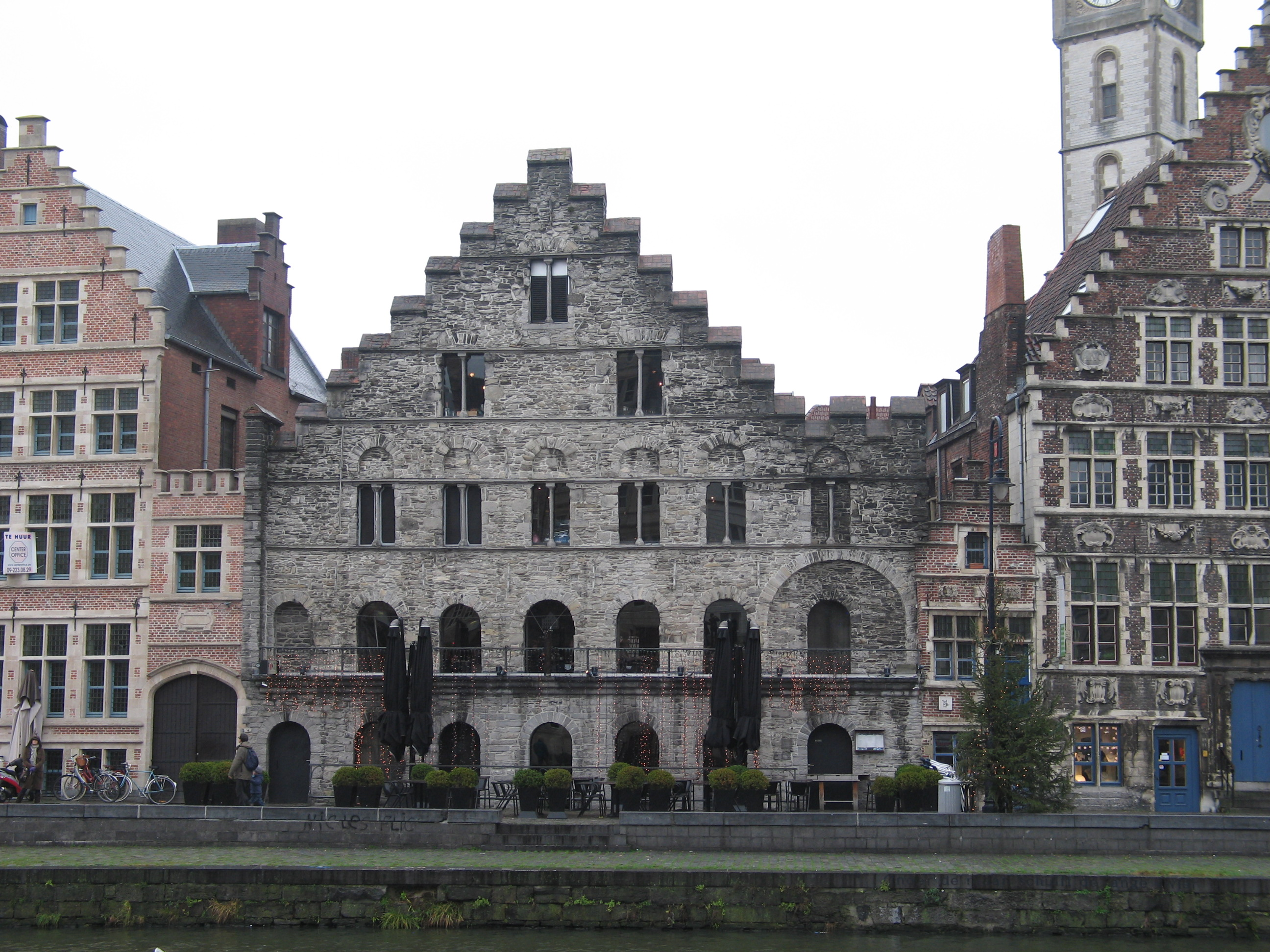
Treppengiebel beim Graslei-Kornspeicher in Gent

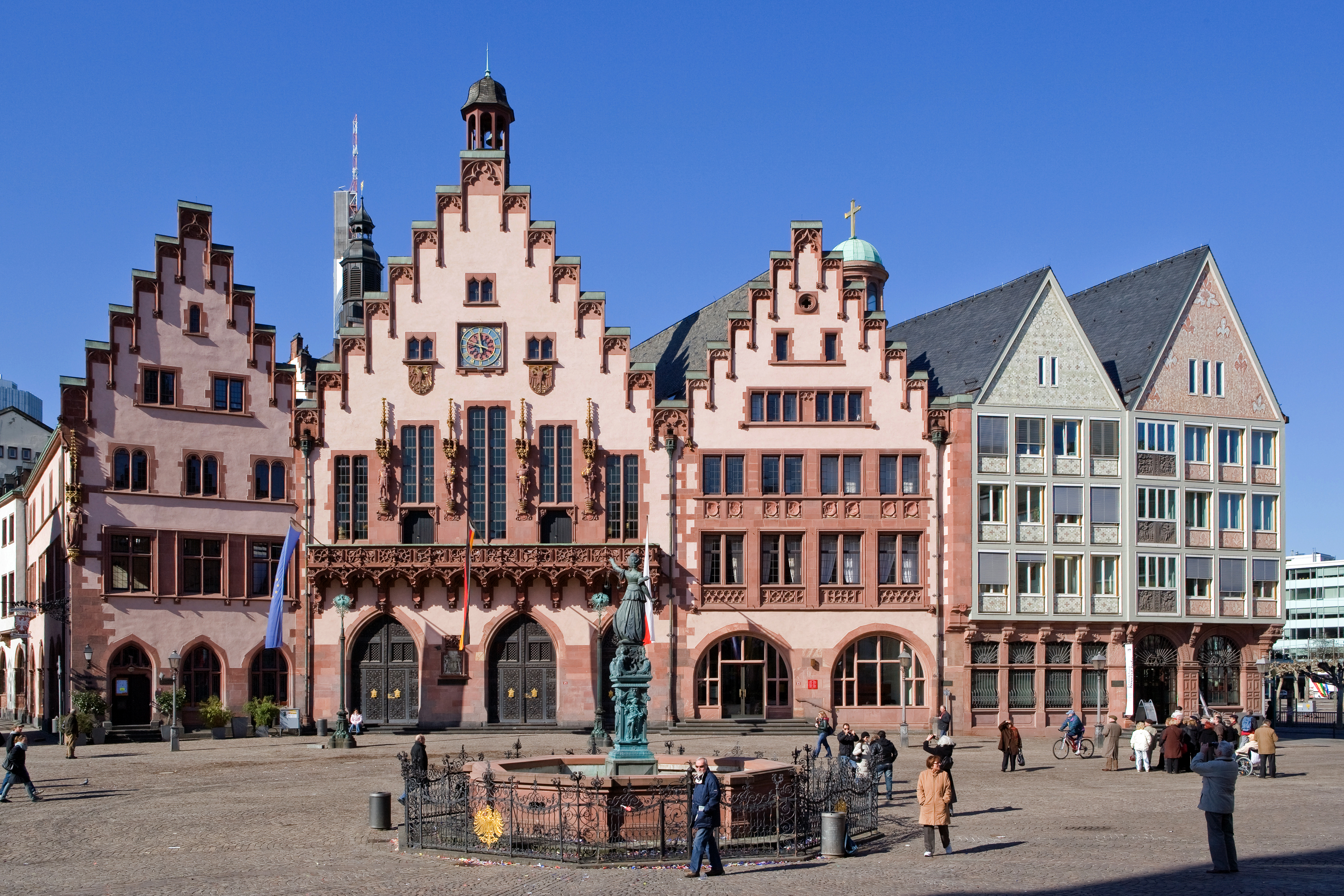
Die Staffelgiebel des Römers in Frankfurt am Main

Staffelgiebel (Treppengiebel, Stufengiebel, selten auch Katzentreppe) bezeichnet im Bauwesen einen Giebel mit abgetreppter Kontur. Die gemauerte Giebelscheibe ragt dabei über die Dachhaut hinaus und verdeckt sie.

## Geschichte und Verbreitung
Die frühesten Beispiele entstanden im 12. Jahrhundert in der romanischen Architektur in Flandern (Belgien), dann im 13. Jahrhundert im Rheinland. Das aus dem späten 12. Jahrhundert stammende Kornhaus am Graslei in Gent, genannt Korenstapelhuis oder Spijker, hat vielleicht den ältesten erhaltenen Staffelgiebel. Das Overstolzenhaus in Köln gehört zu den wenigen romanischen Bauten mit Staffelgiebel. In der Gotik verbreitete sich der Staffelgiebel besonders in Norddeutschland und im Gebiet des Deutschen Ordens sowie in Dänemark, aber auch im niederländisch-flämischen Gebiet, sowie weiter südlich von Südwestdeutschland bis nach Böhmen. Vor allem repräsentative Profanbauten wurden mit Stufengiebeln versehen, dazu einige Kirchenschiffe im Ostseeraum und einige Kirchtürme in Schwaben. In Polen weisen nicht wenige Profanbauten Staffel- und Volutengiebel auf. Im späten 16. und frühen 17. Jahrhundert wurden auch einige schottische Herrenhäuser und Schlösser mit Stufengiebeln errichtet.

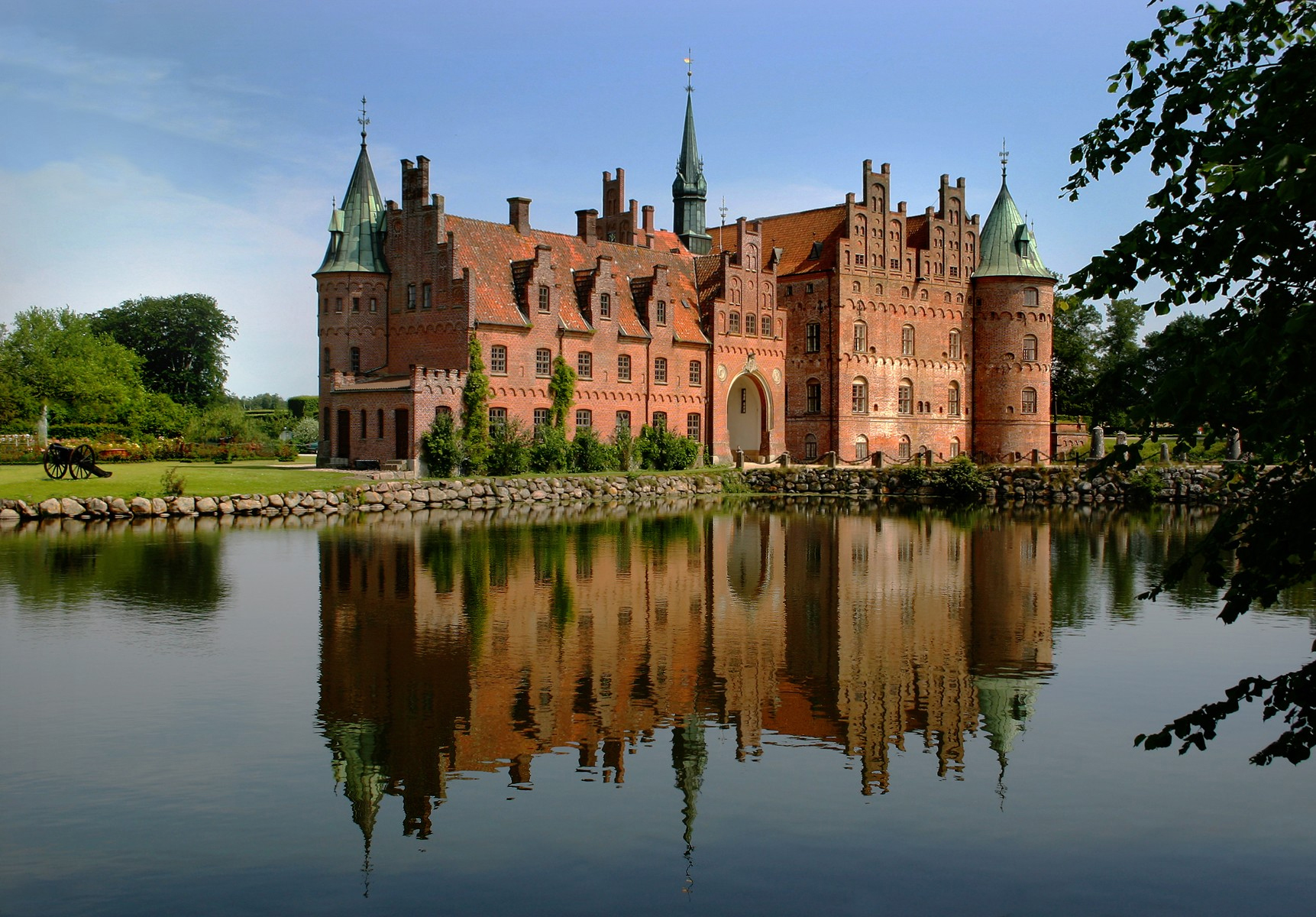
Schloss Egeskov, 1554, Fünen

Nicht ohne Stufengiebel zu denken sind Bürgerbauten der Backsteingotik sowie Werke der Backsteinrenaissance und der Weserrenaissance.
Auf der Baar, der waldarmen Ostseite des Schwarzwaldmassivs, gibt es zahlreiche Bauernhäuser mit Stufengiebeln.

## Ausgestaltung
Die Stufen wurden gelegentlich mit Blendbögen, Friesen, Maßwerk oder Zinnen verziert. Diese Verzierungen können in Form einer Maßwerkbekrönung noch über den stufenförmigen Mauerabschluss hinausragen, oder die über die Dachschräge hinausragende Stufen können von runden („Windlöcher“) oder fensterförmigen Öffnungen („Wind-“ oder „Luftfenster“) durchbrochen sein.
In der Architektur der Renaissance und mehr noch des Barock wurde der Staffelgiebel unter der Verwendung von schneckenförmigen Verzierungen (Voluten) und anderen zeitgenössischen Schmuckelementen zum Volutengiebel weiterentwickelt.
In der Barockzeit waren das Dach überragende Ziergiebel nicht nur in Norddeutschland, sondern auch in den Niederlanden, Flandern, Süddeutschland und Böhmen beliebt. Statt vieler Stufen baute man nun oftmals nur noch wenige, manchmal ein einziges Paar, mit riesigen Voluten.

## Beispiele

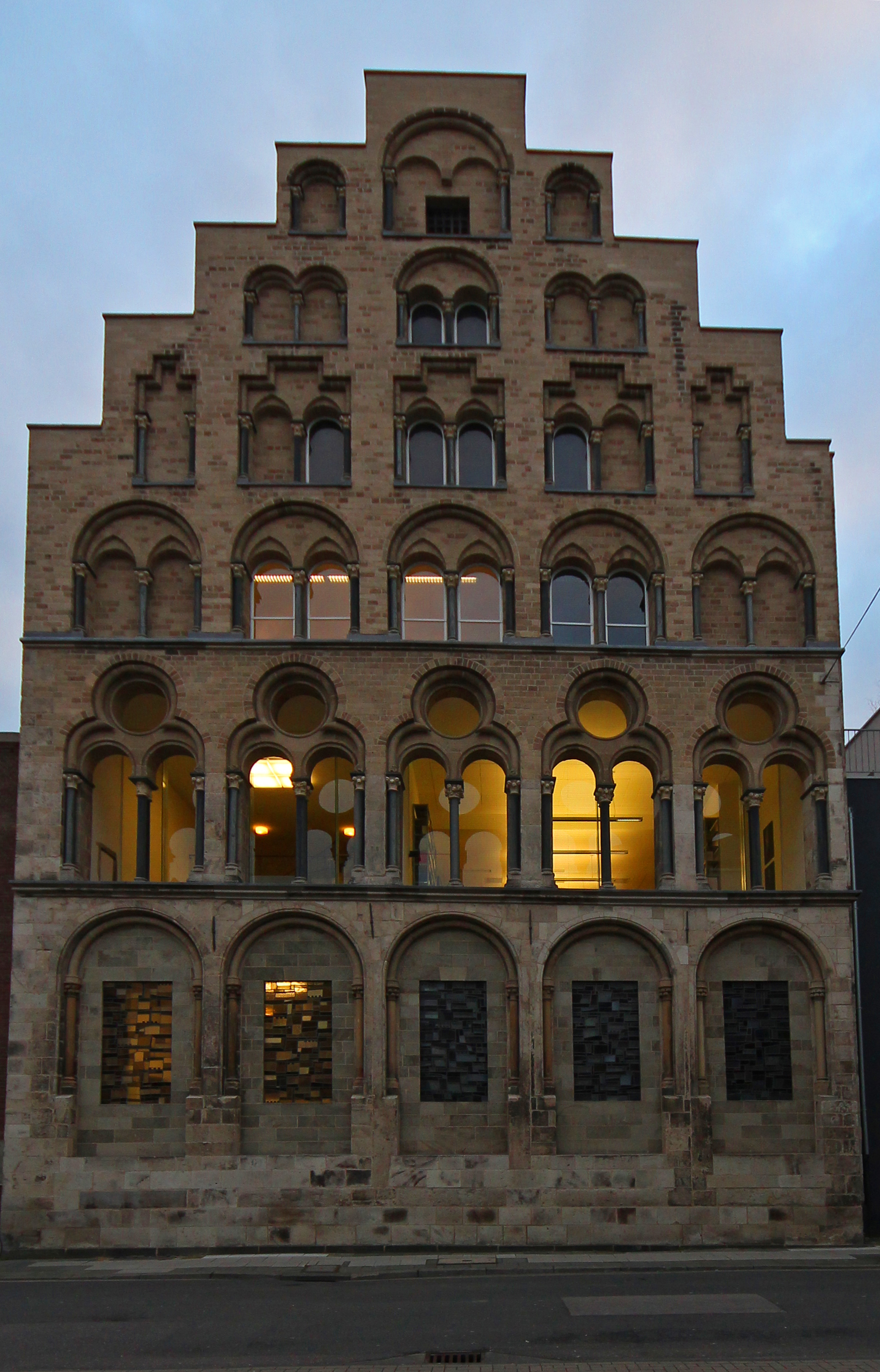
Overstolzenhaus, 1230, romanisch, Köln
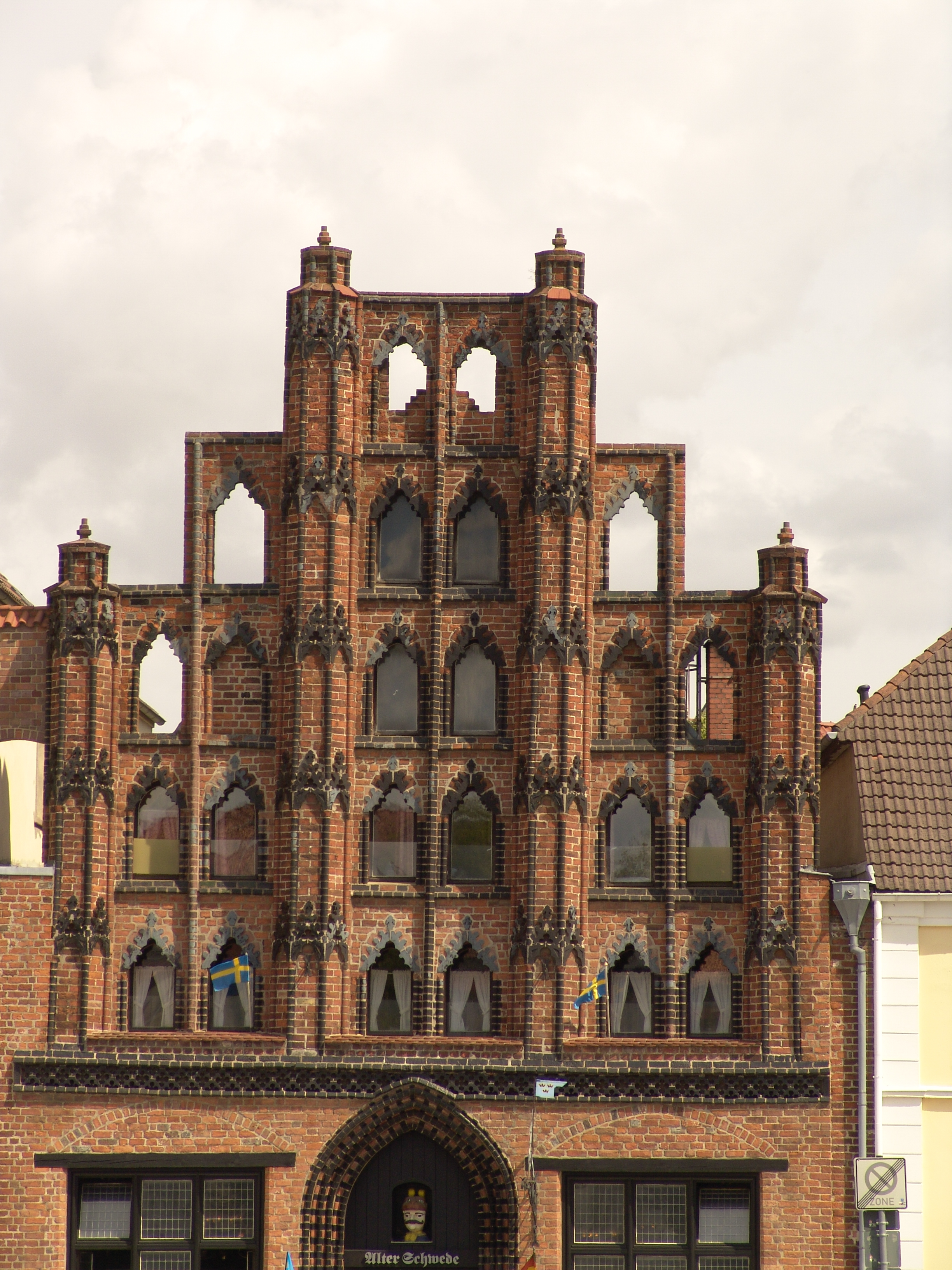
Der alte Schwede, 1380, gotisch, Wismar
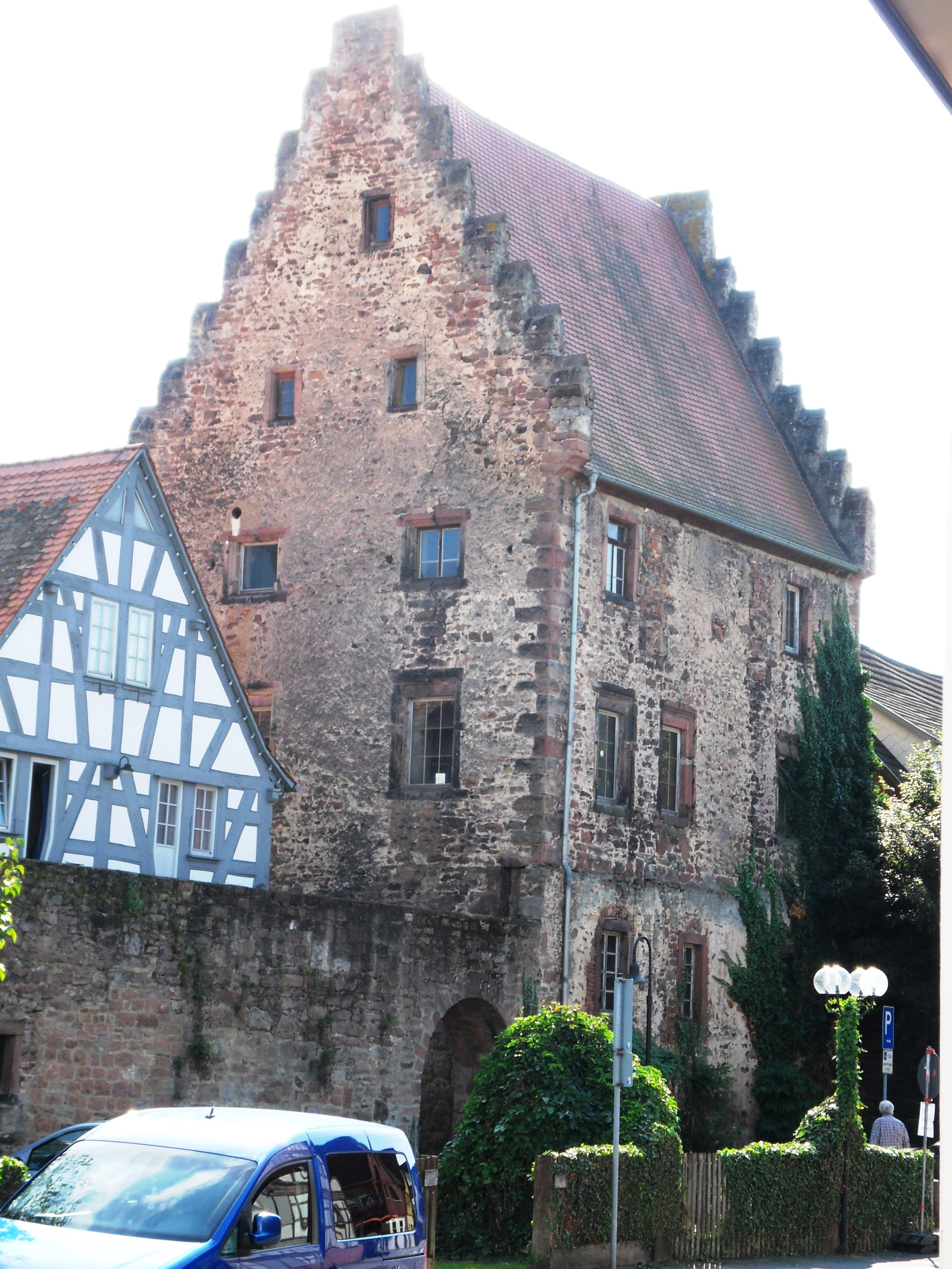
„Tempelhaus“ (Burgmannenhaus) in Erbach (Odenwald), 14. Jahrhundert
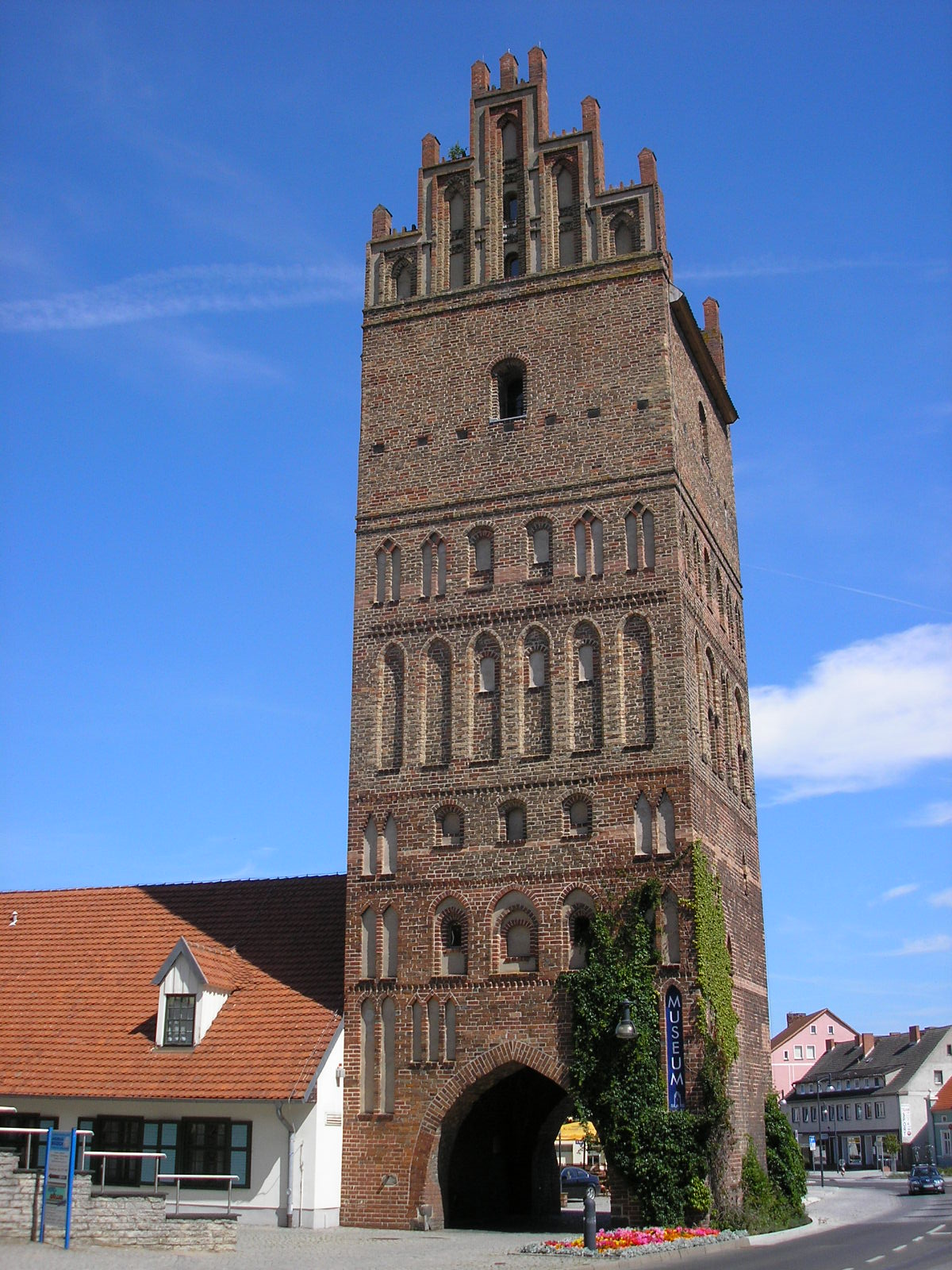
Steintor in Anklam, Giebel ab 1450
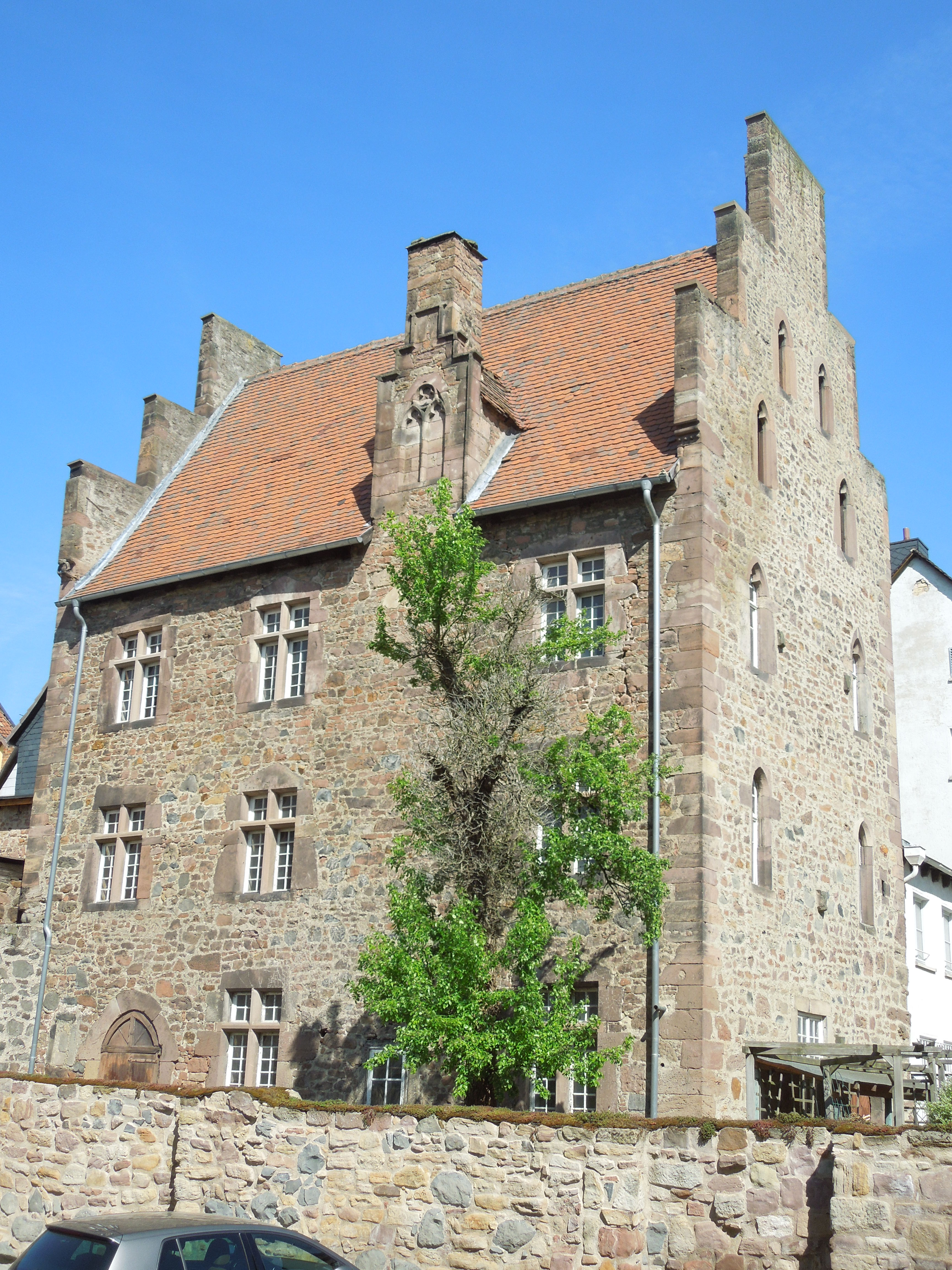
Kurie in der Fischgasse in Fritzlar, um 1410
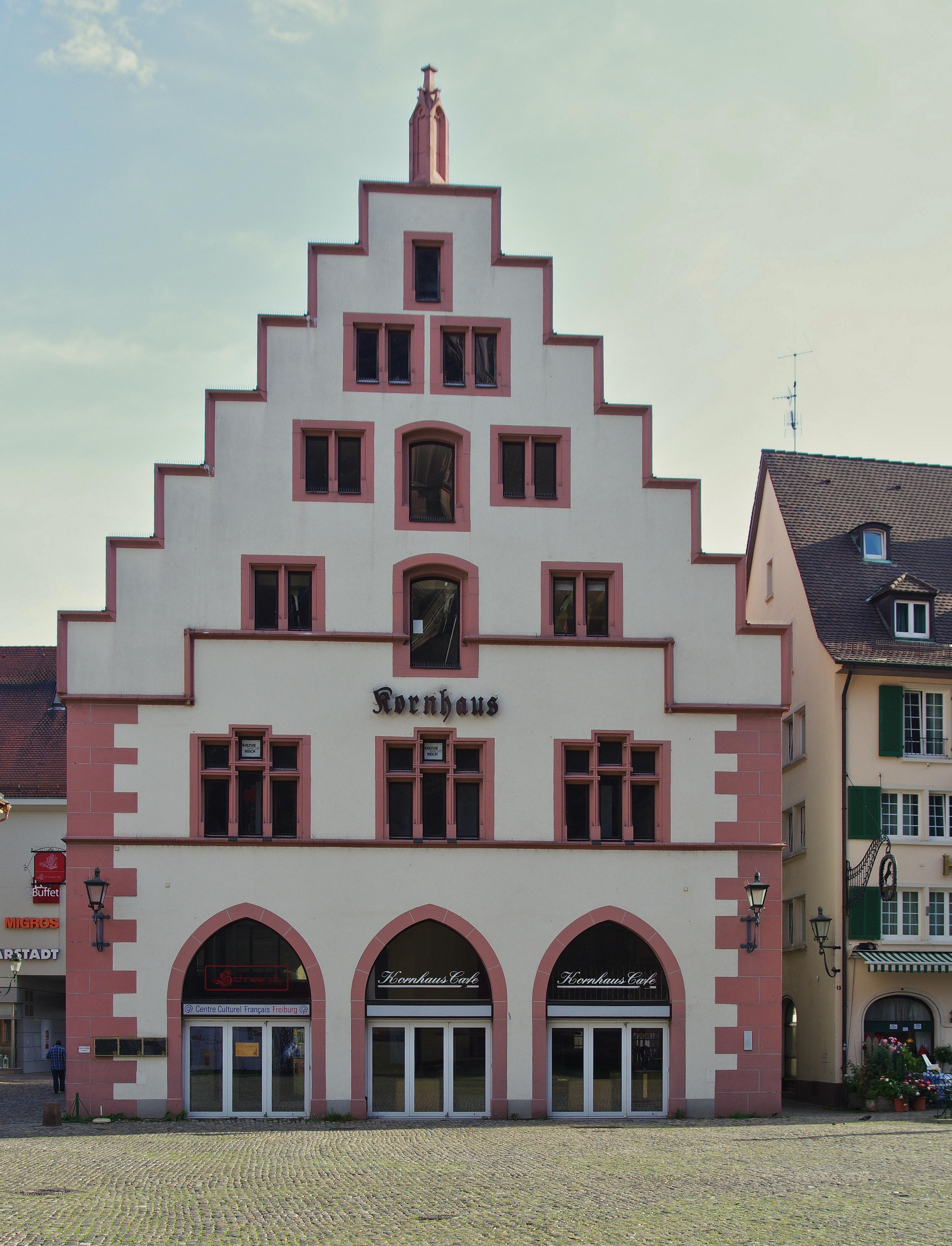
Kornhaus (Freiburg im Breisgau), 1498
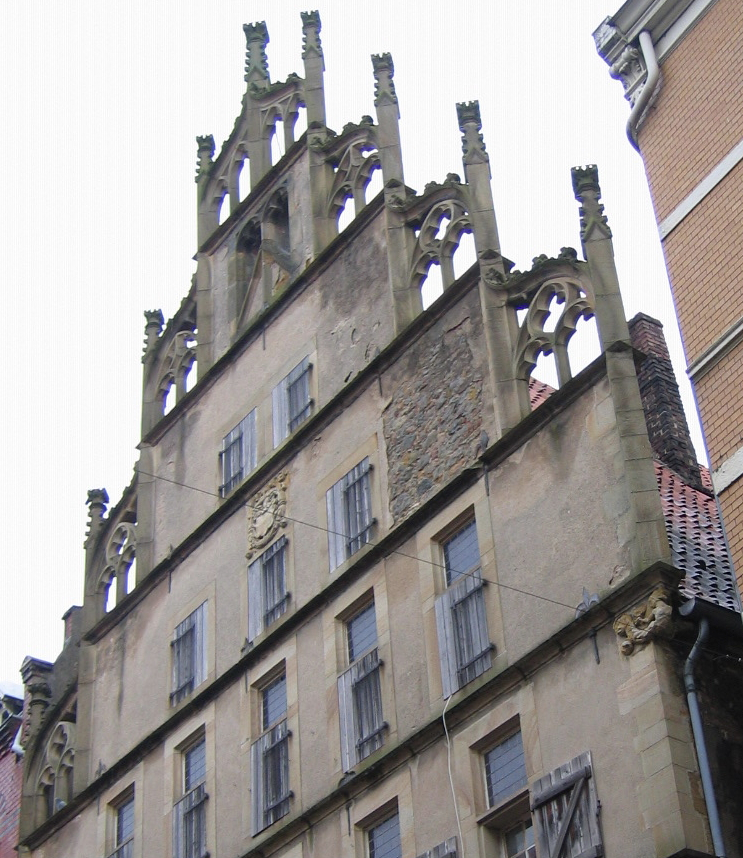
Bürgermeisterhaus, 1538, Herford, Sandsteingotik mit Maßwerkbekrönung
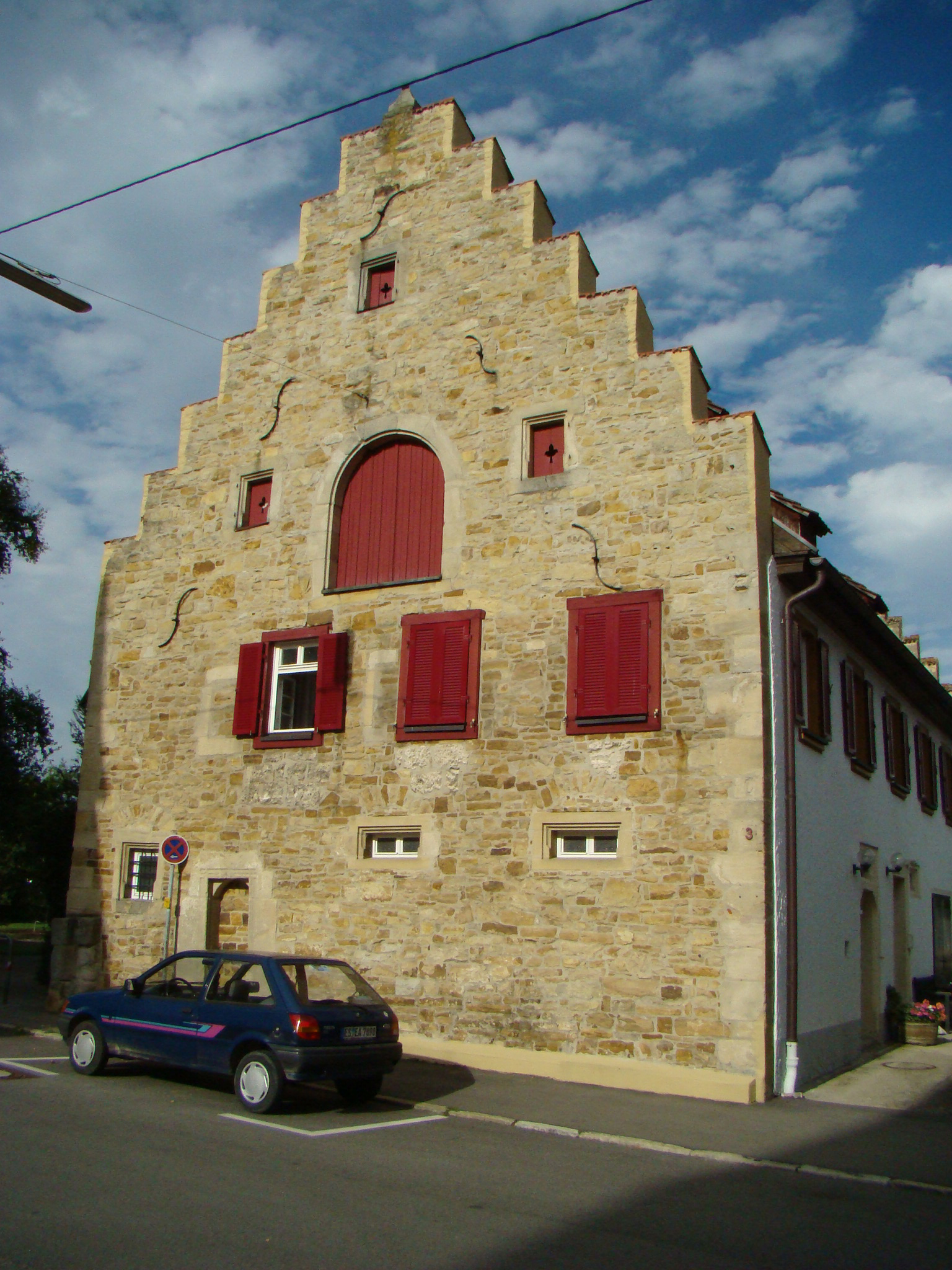
Sog. Fruchtkasten in Nellingen, Ostfildern, zw. 1565 u. 1599
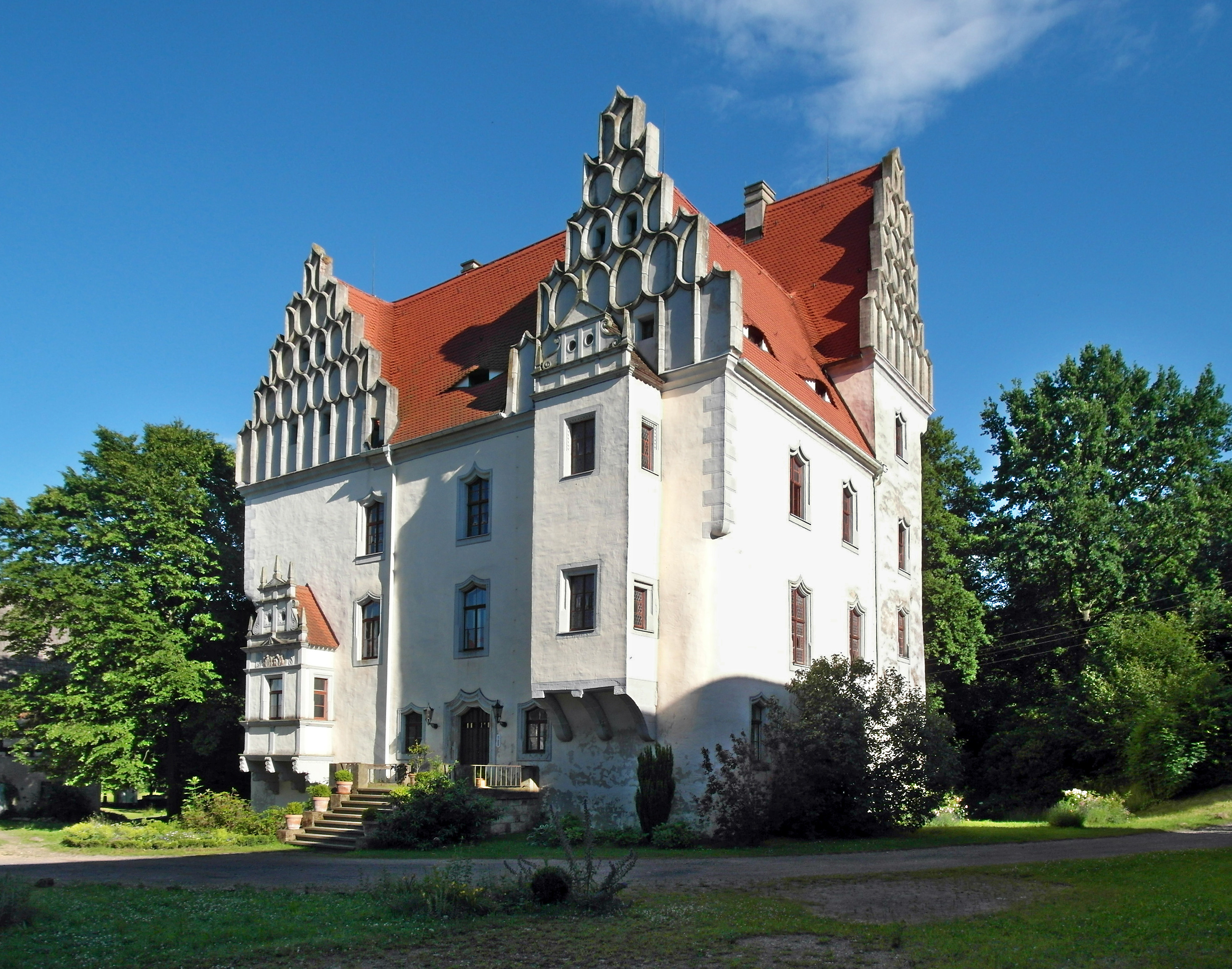
Schloss Heynitz, ein Beispiel der Sächsischen Renaissance
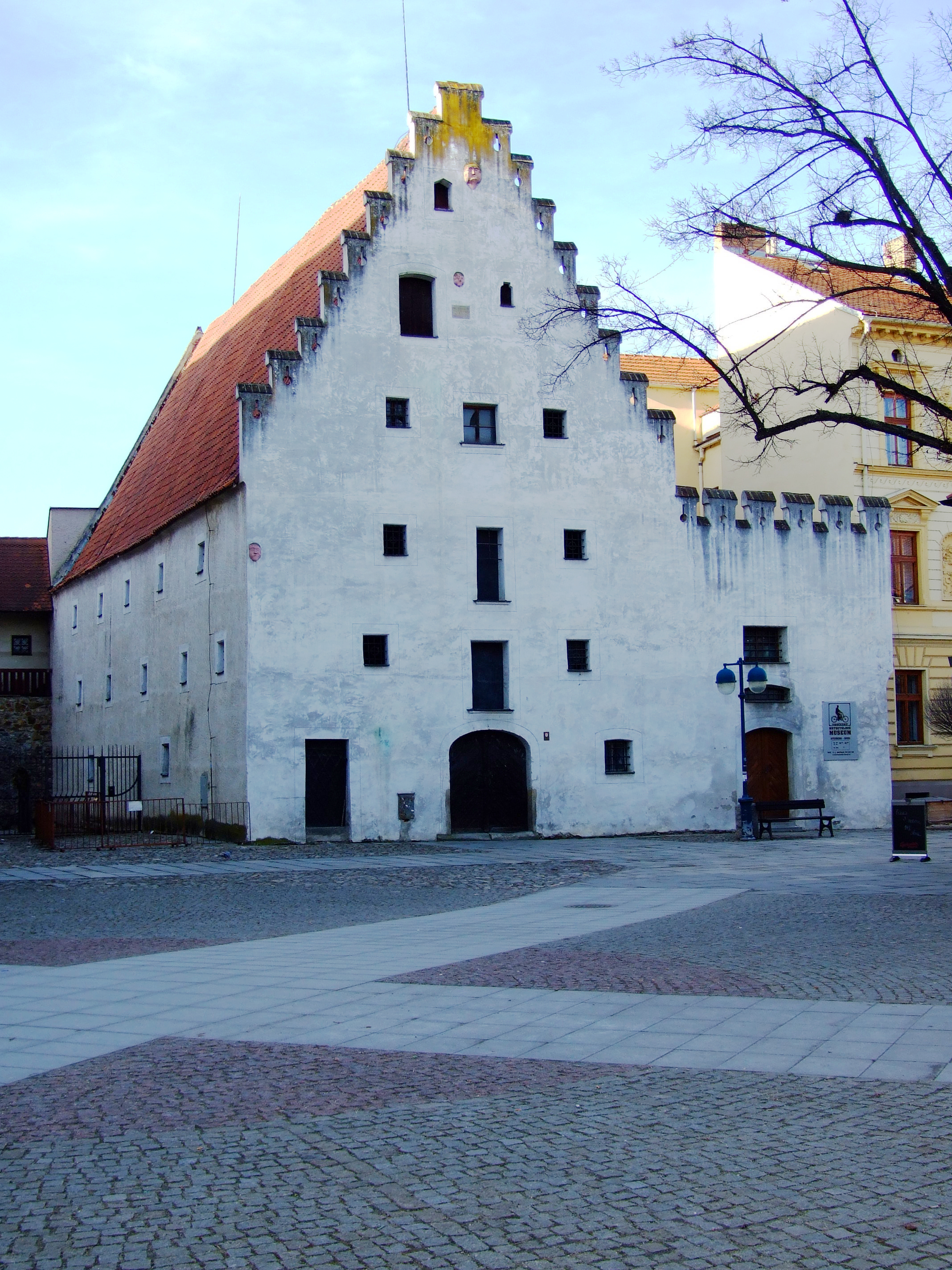
Solnice (Salzhaus) in České Budějovice, vor 1563
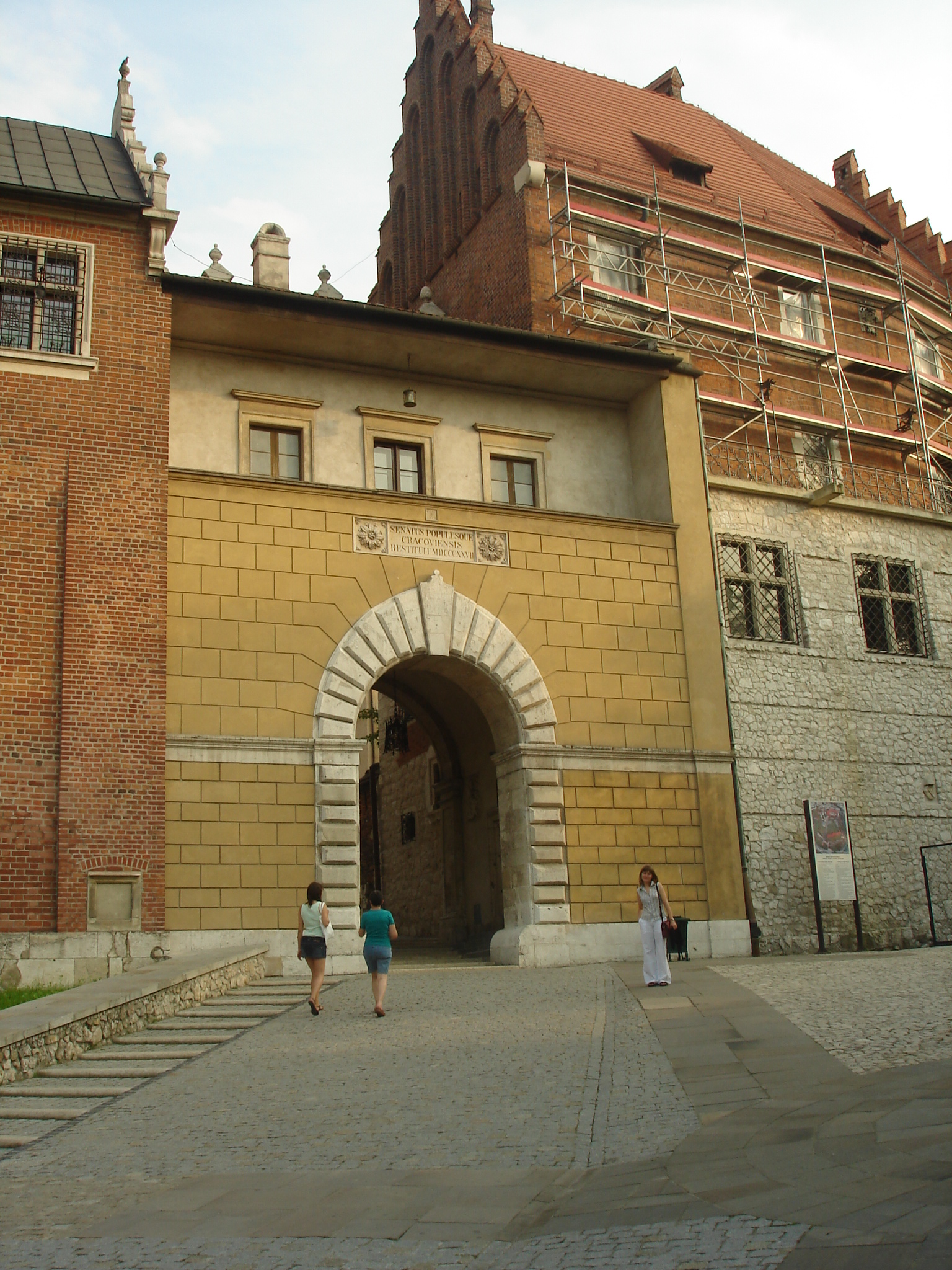
Wawel in Krakau
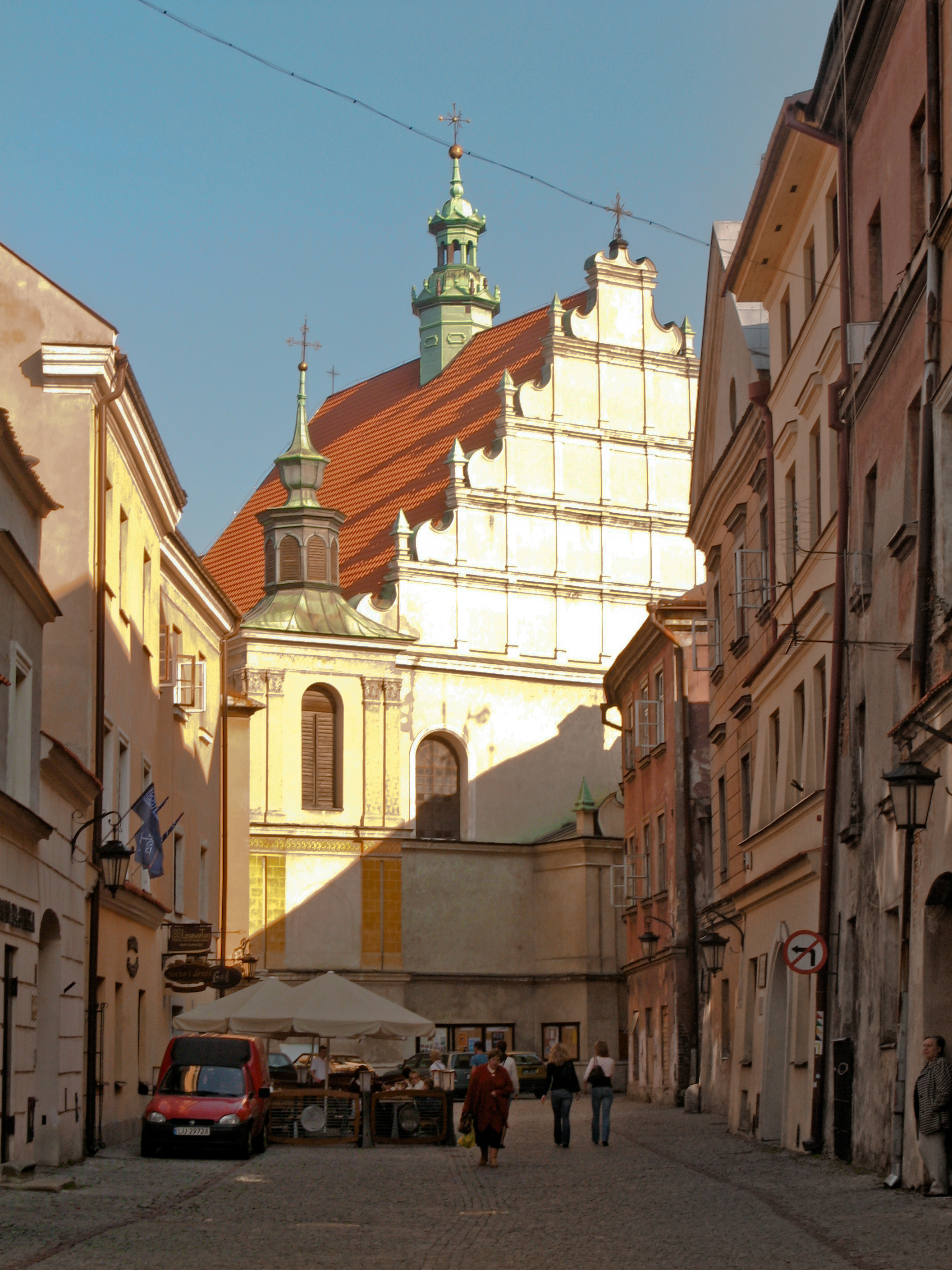
Dominikanerkirche in Lublin, 16. Jh., Voluten- wie auch Staffelgiebel
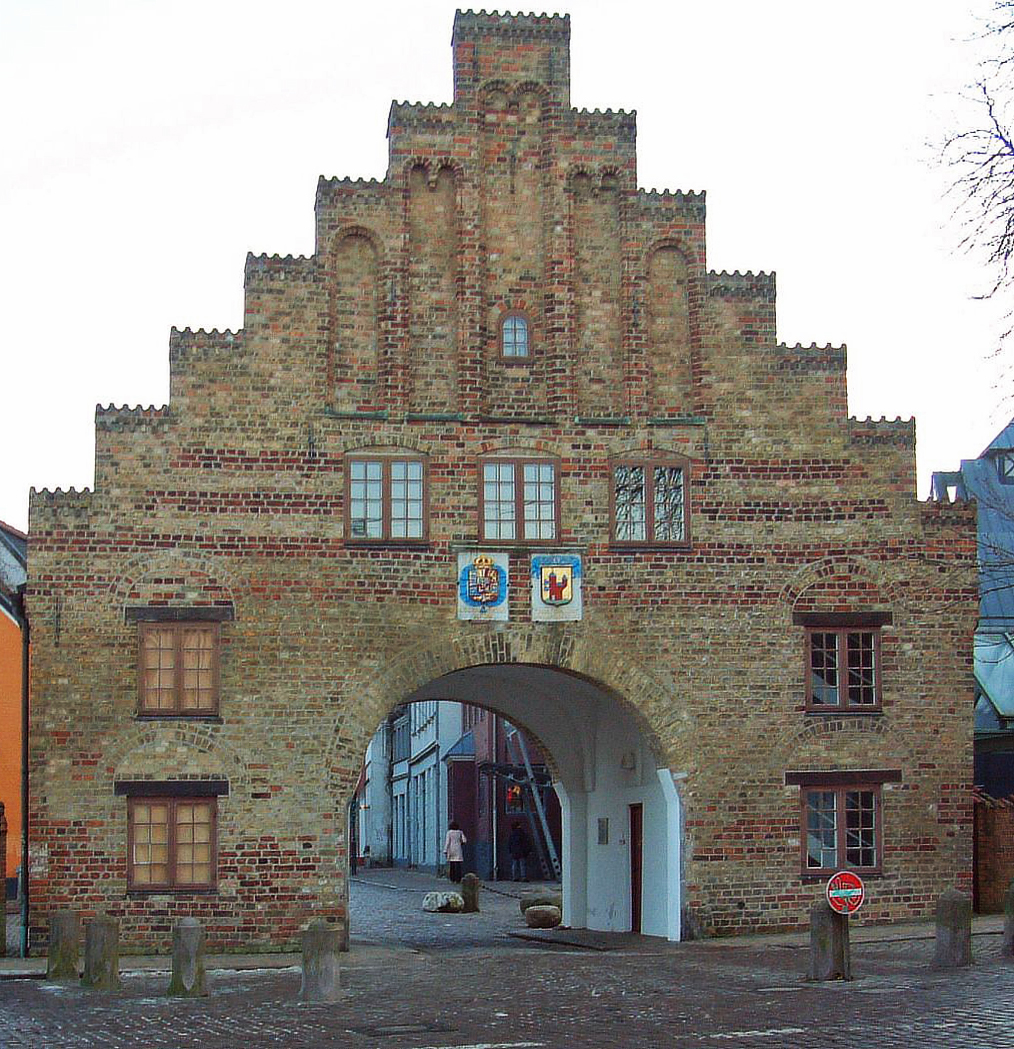
Nordertor, ca. 1595, Flensburg
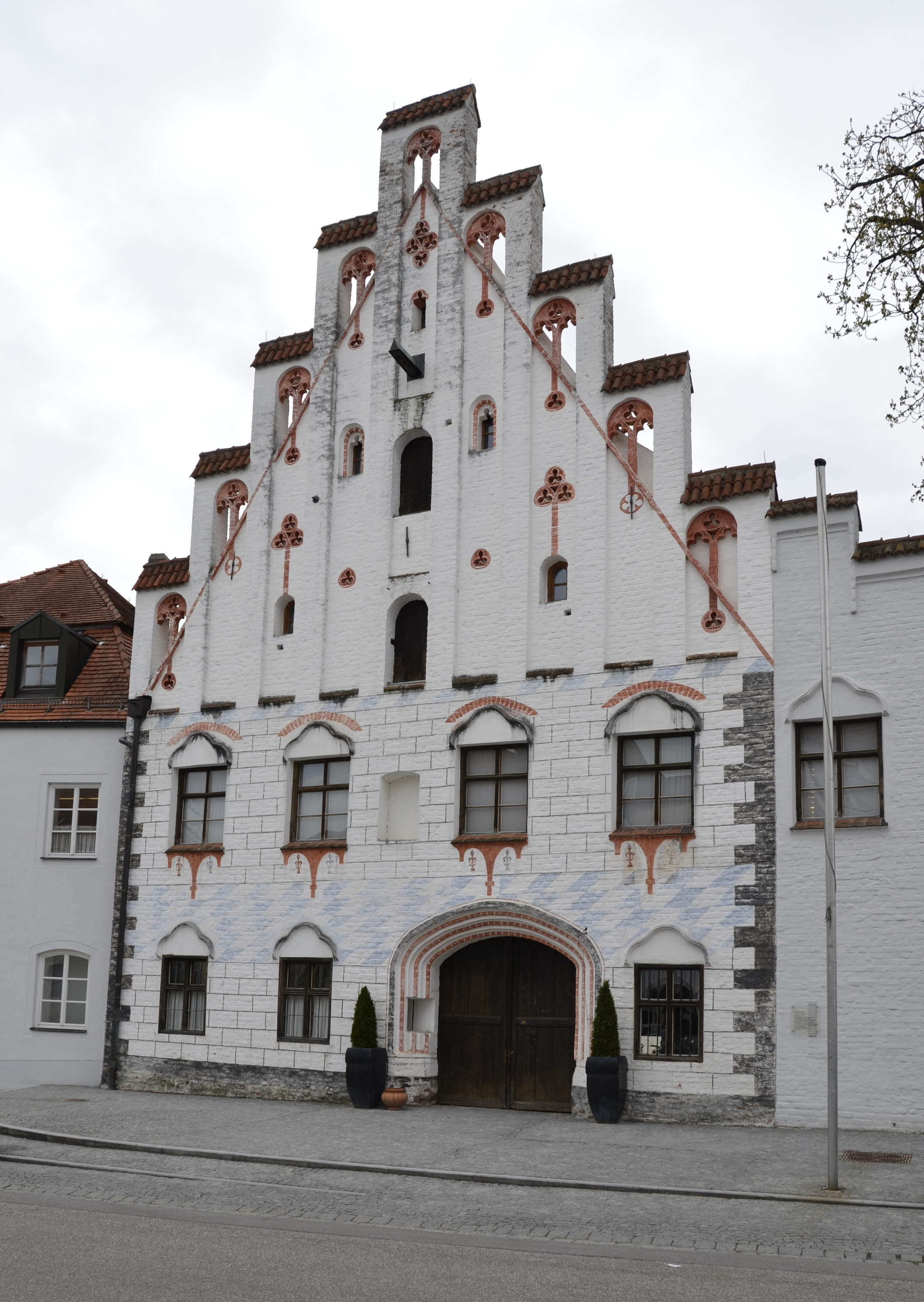
Herzogsburg in Dingolfing (Niederbayern)
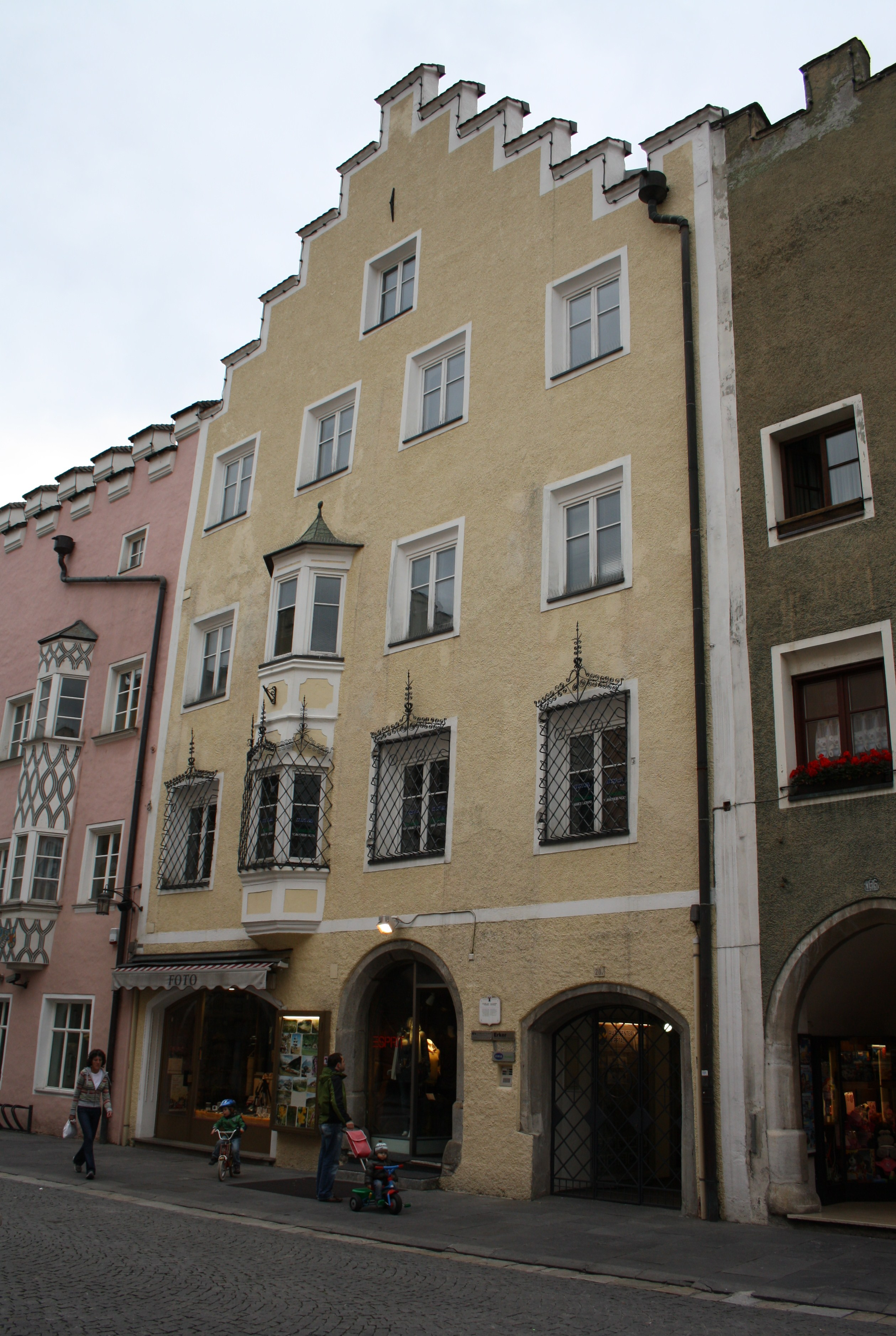
Neustadt Nr. 20 in Sterzing, Südtirol
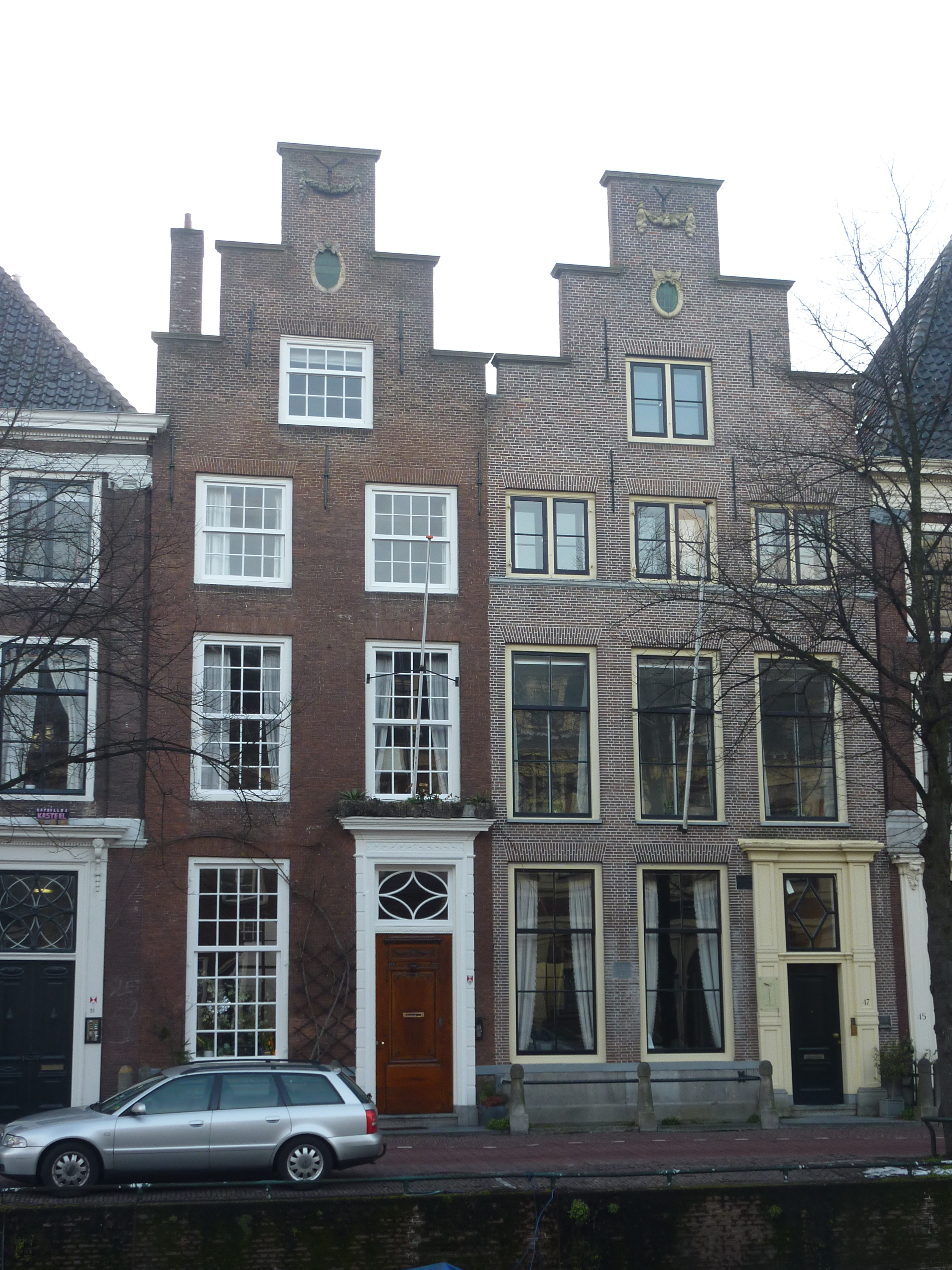
Leiden, Niederlande, 17./18. Jh.
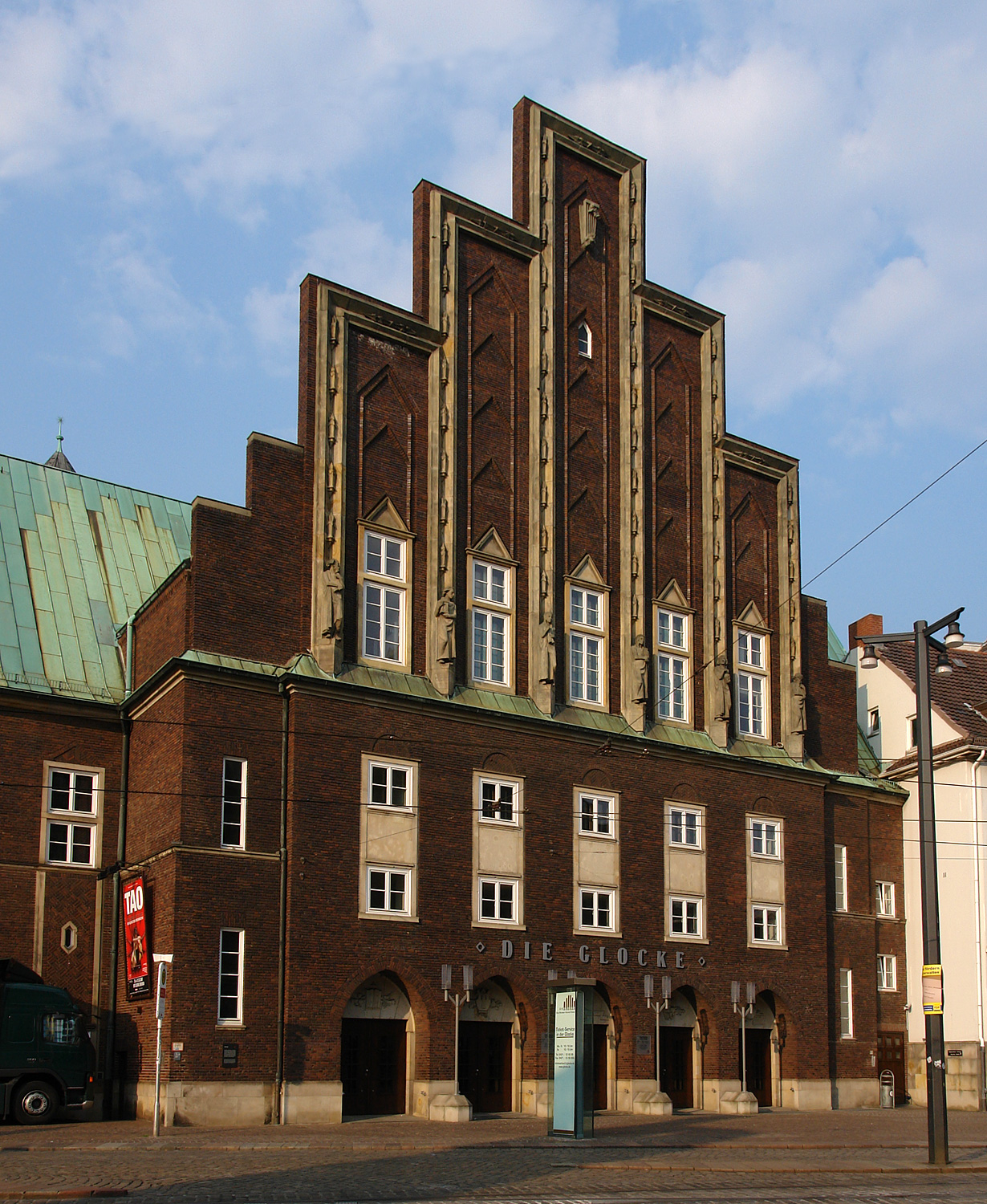
Die Glocke (Bremen), 1926–1928, Mischung aus Expressionismus und Heimatschutzstil
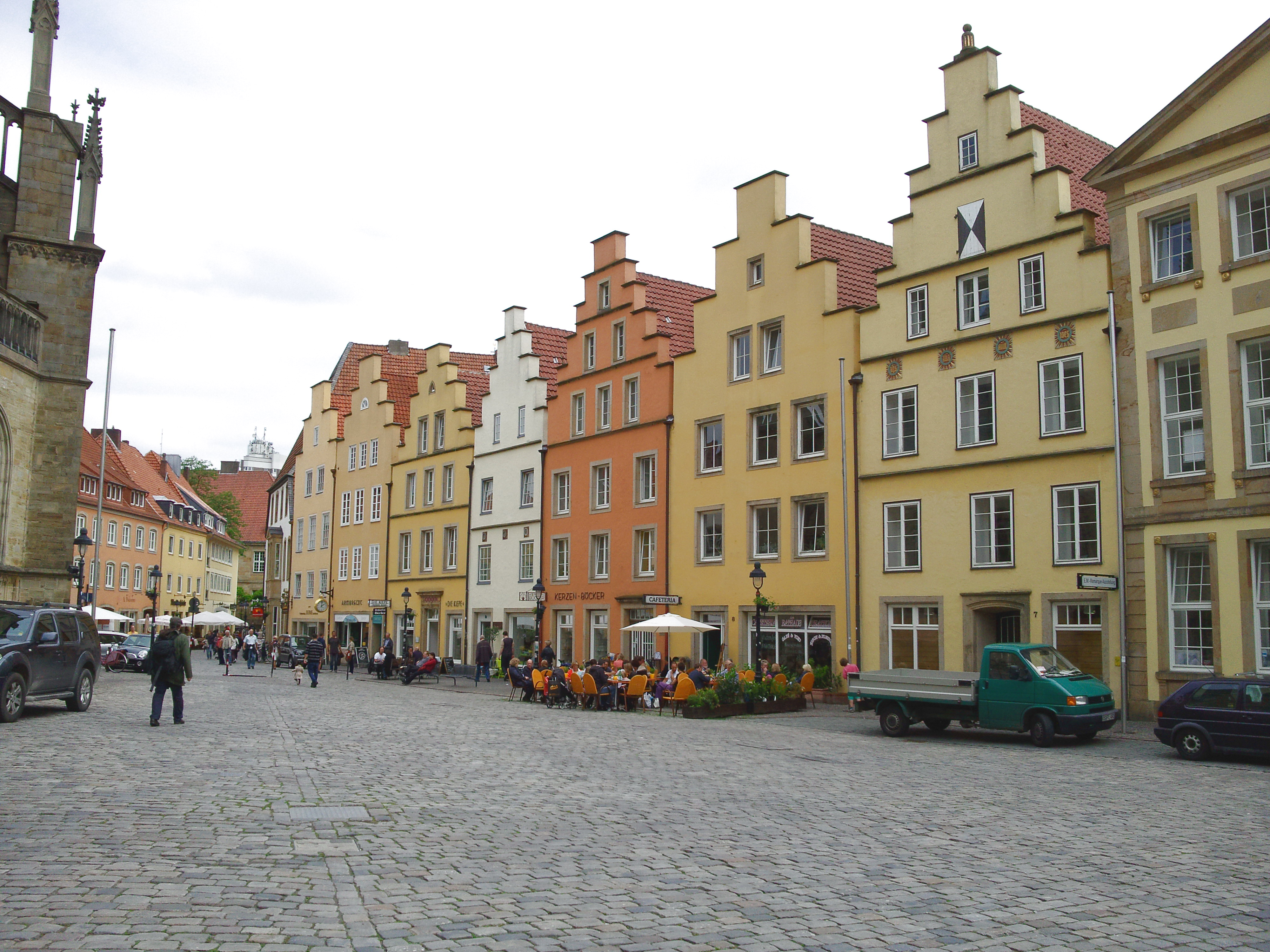
Staffelgiebel am Marktplatz in Osnabrück

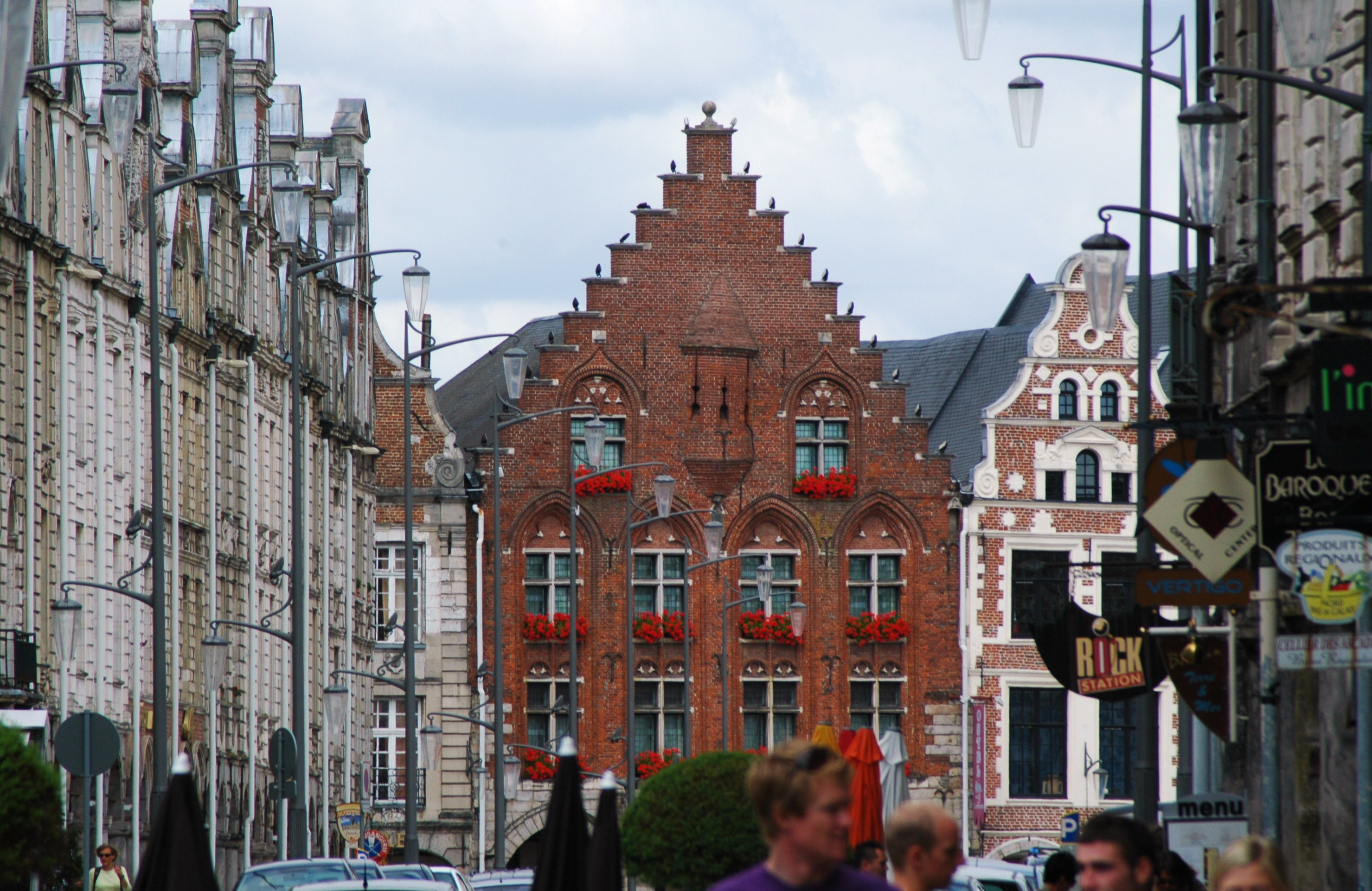
Arras, Nordfrankreich – der letzte gotische Stufengiebel, flankiert von barocken Volutengiebeln
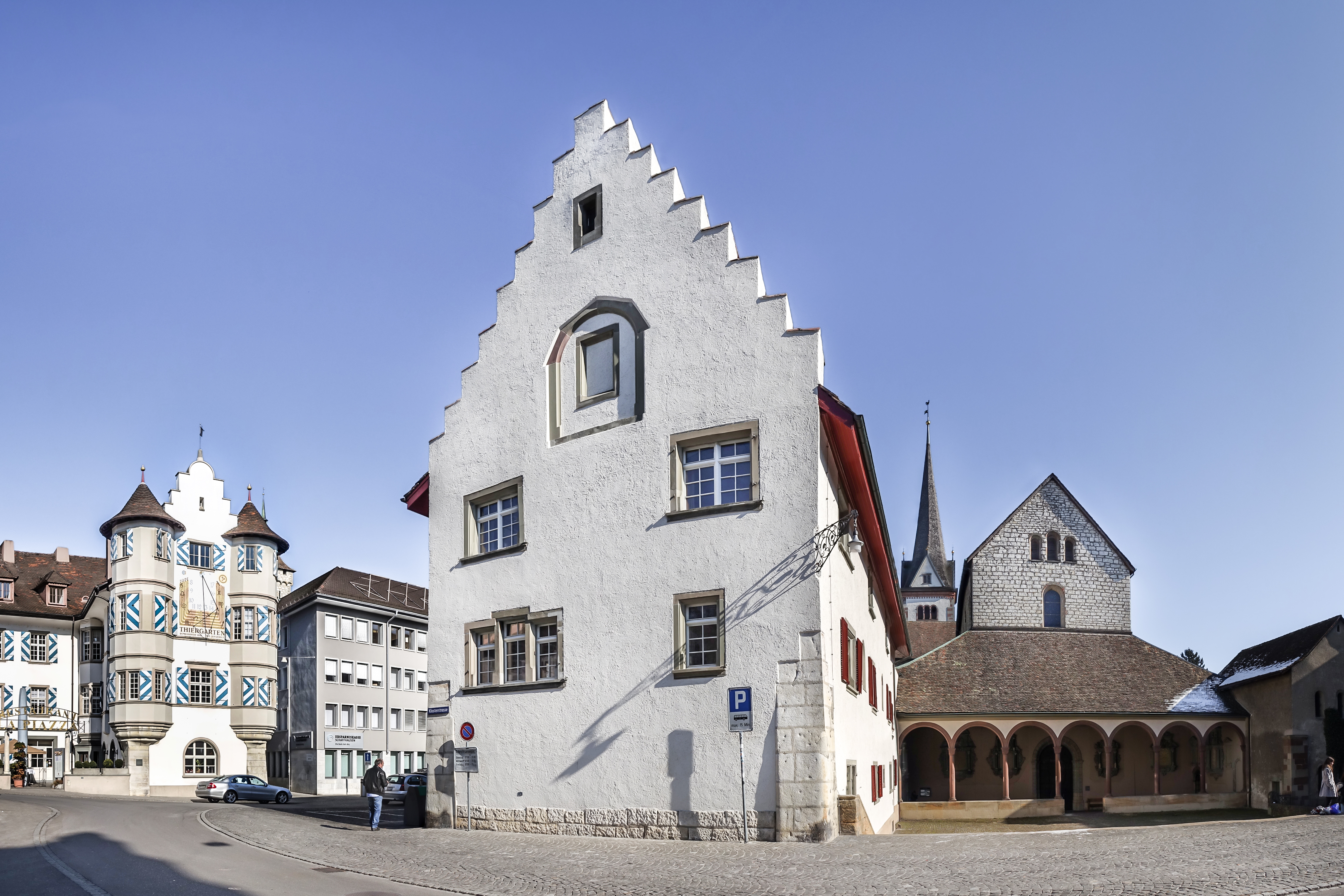
Helferei (1526) und Haus zum Thiergarten (links, 1529) in Schaffhausen, Schweiz
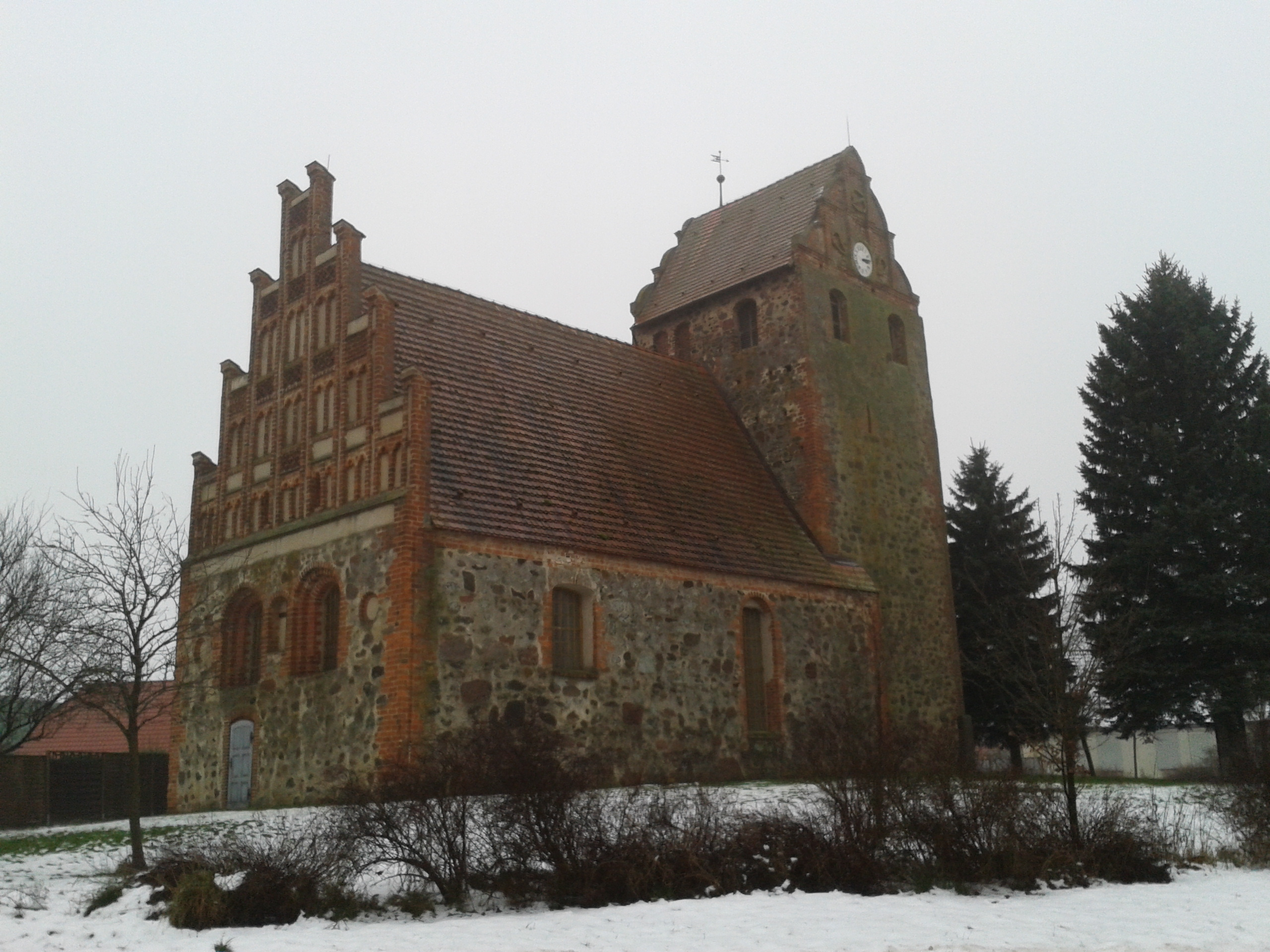
Dorfkirche Wulfersdorf (Ostprignitz): Schiff vor 1525, gotisch, Turm nach 1550, Renaissance
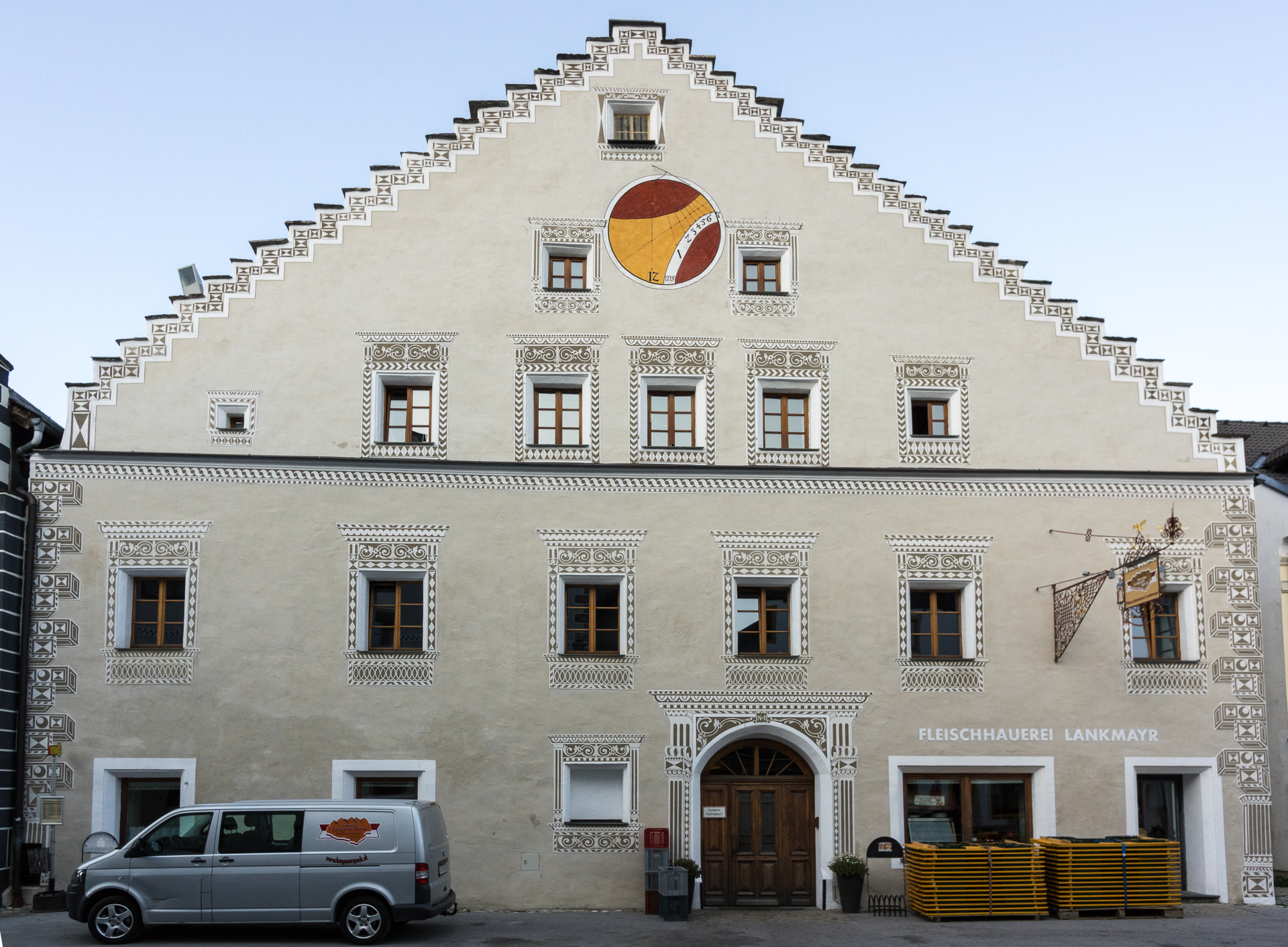
Ehem. Rentamtsgebäude, 16./17. Jh. in Mauterndorf im Lungau an der oberen Mur
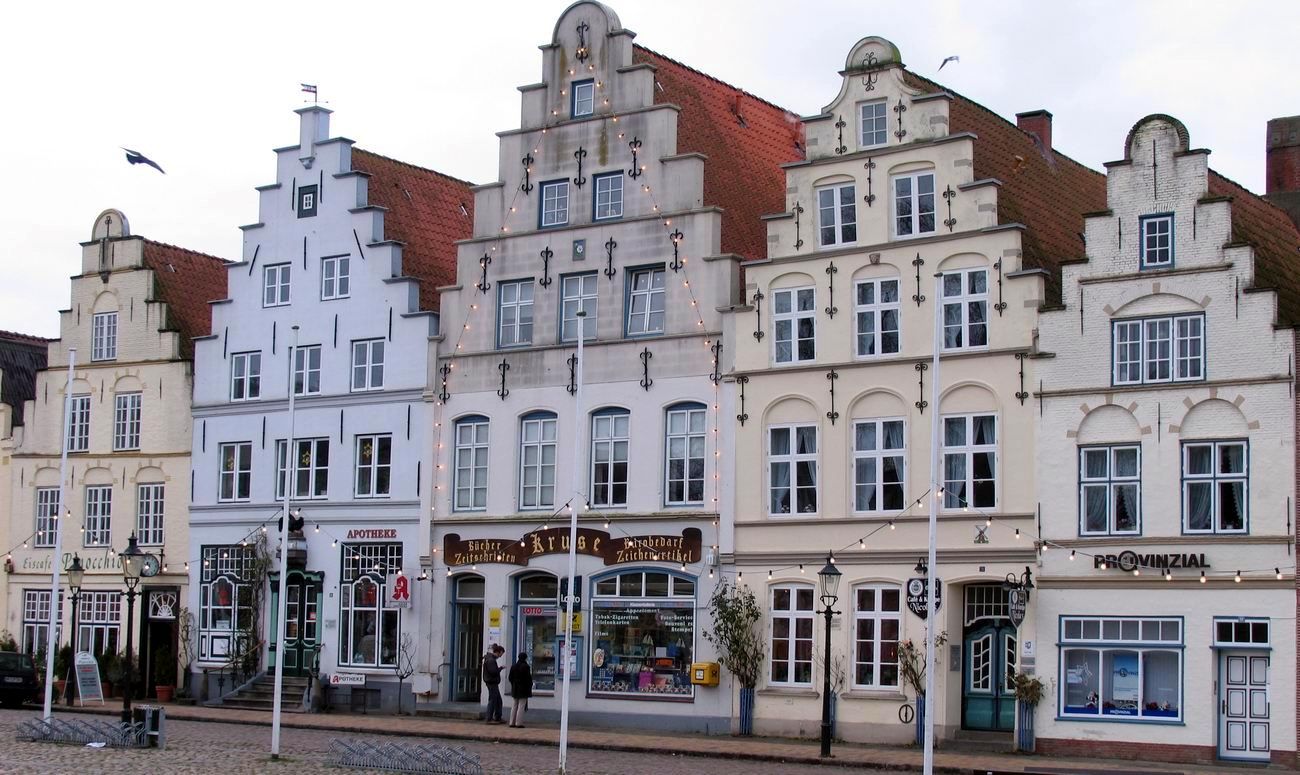
Gebäudeensemble in Friedrichstadt, Kreis Nordfriesland, 17. Jh.
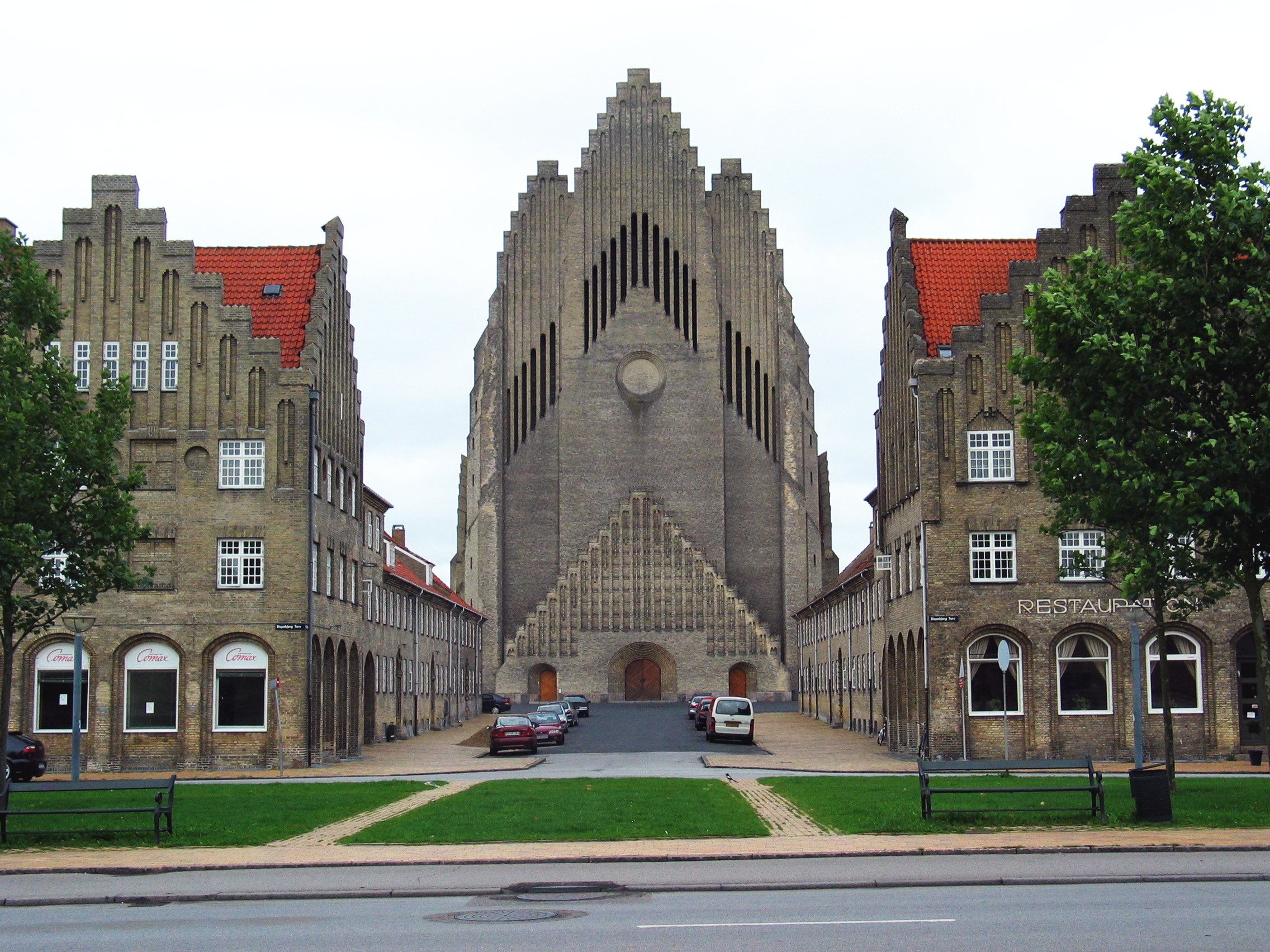
Grundtvigskirche und Nebengebäude in Kopenhagen, Dänemark, 1927, Expressionismus

## Andere Ziergiebel

### Dreiecksgiebel mit einzelnen Staffeln
Es gibt auch Dreiecksgiebel mit einzelnen Staffeln, oft in Kombination, die aber keine zusammenhängende Treppe bilden:
- Firststaffel, eventuell als architektonisch aufgewerteter Kamin
- Schulterstaffeln bei den Traufen
- eventuell auch zwischendurch

Dreiecksgiebel mit First- und Schulterstaffeln werden als Dreistaffelgiebel bezeichnet.

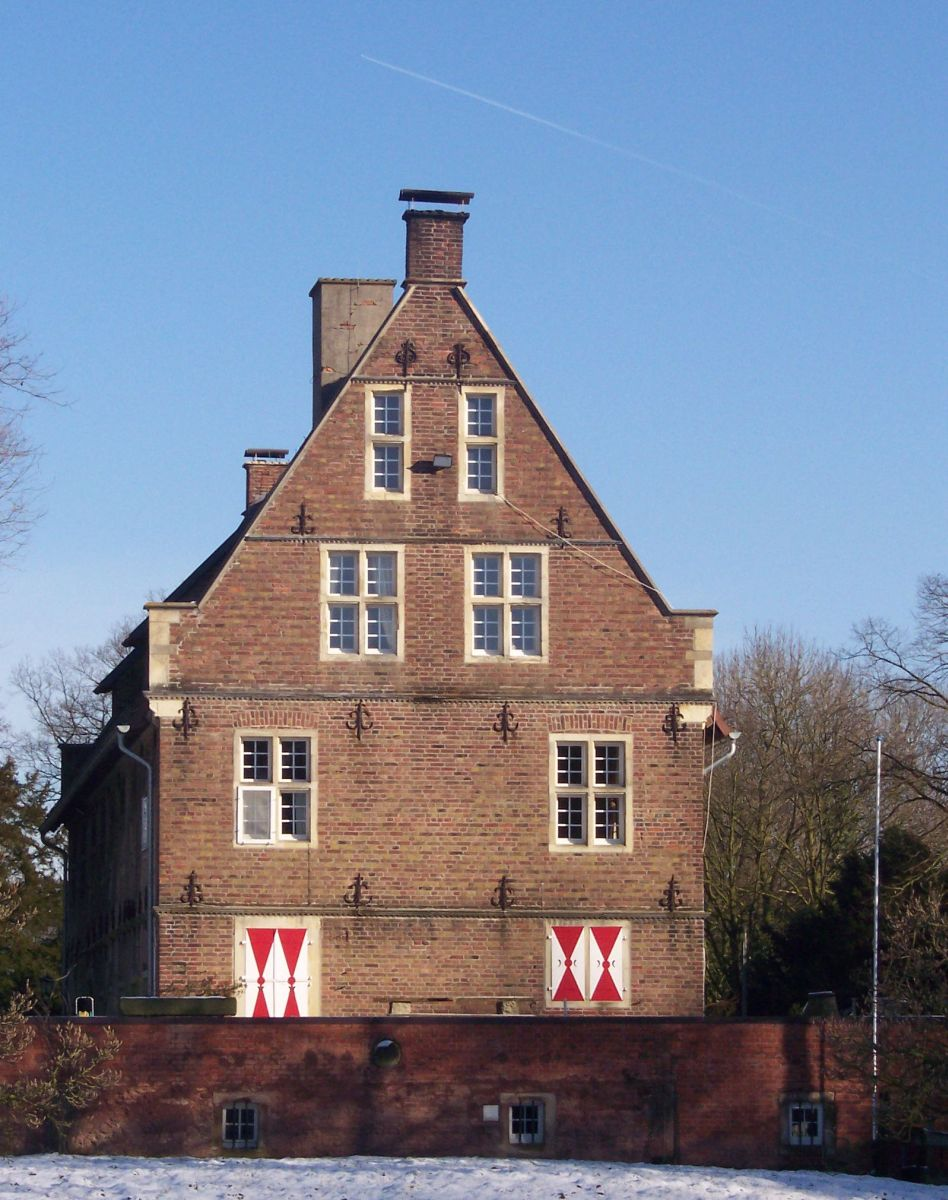
Dreistaffelgiebel an Haus Loburg bei Coesfeld im Münsterland
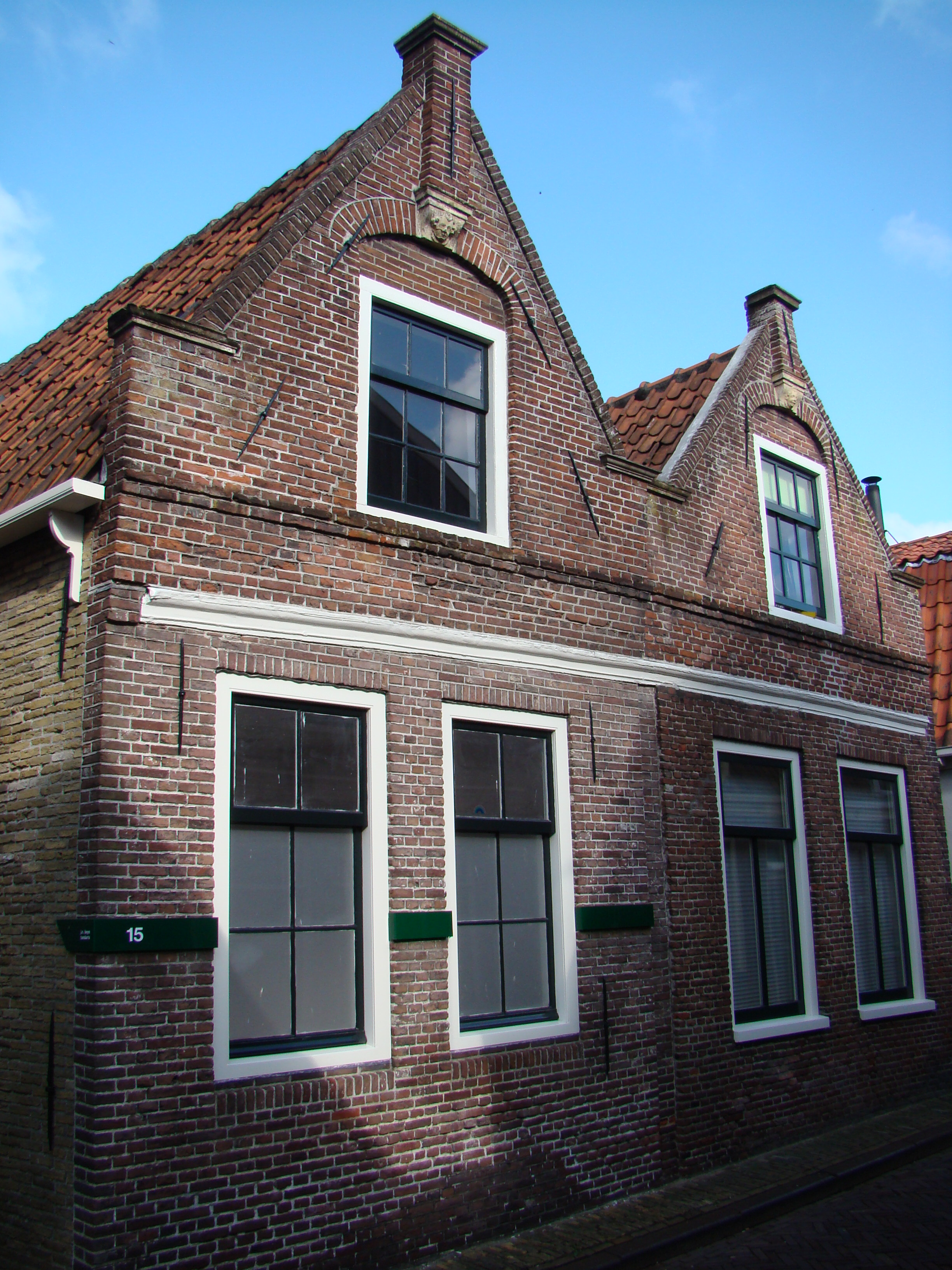
Dreistaffelgiebel in Edam, Nordholland
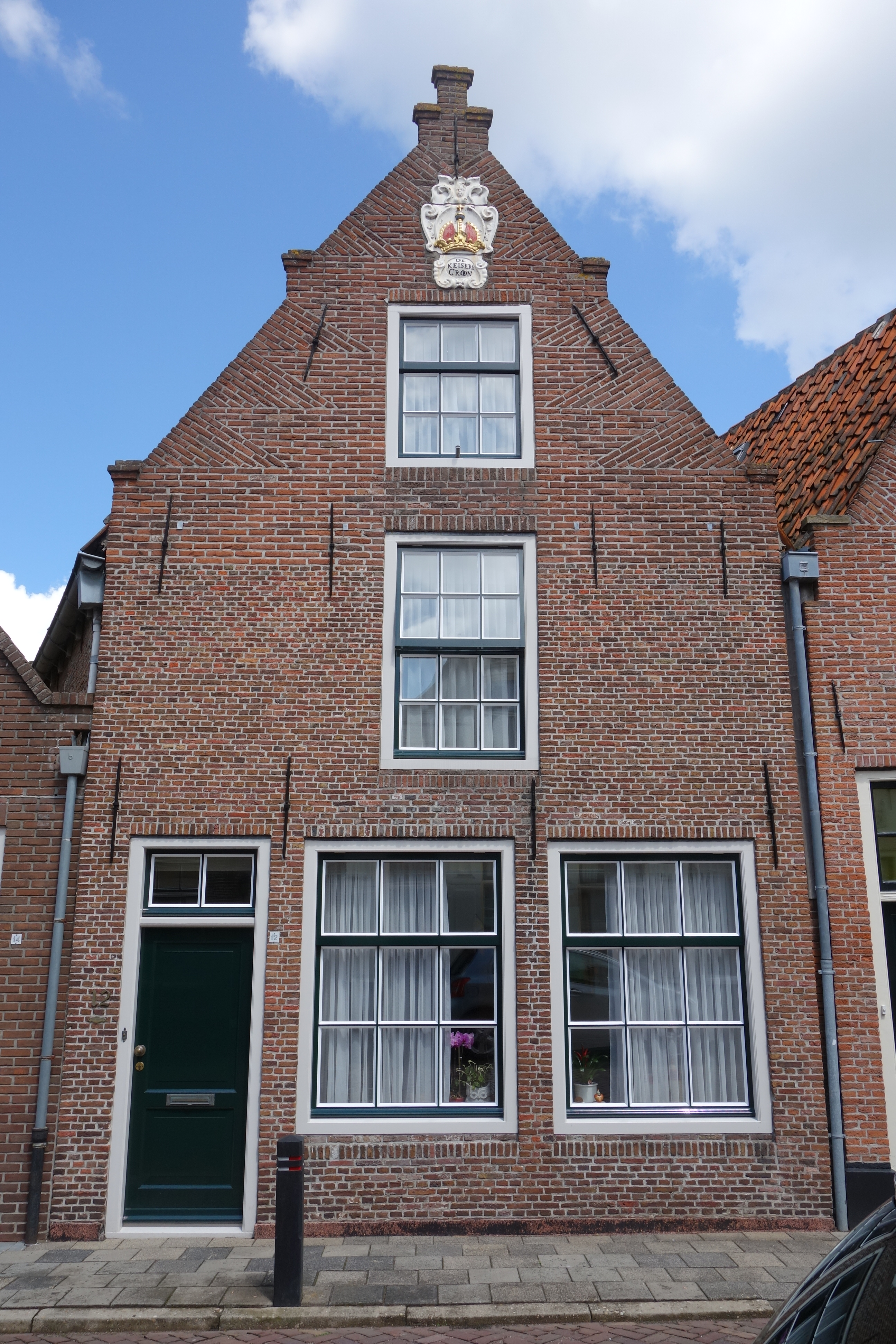
Giebel mit fünf Einzelstaffeln in Enkhuizen, Nordholland
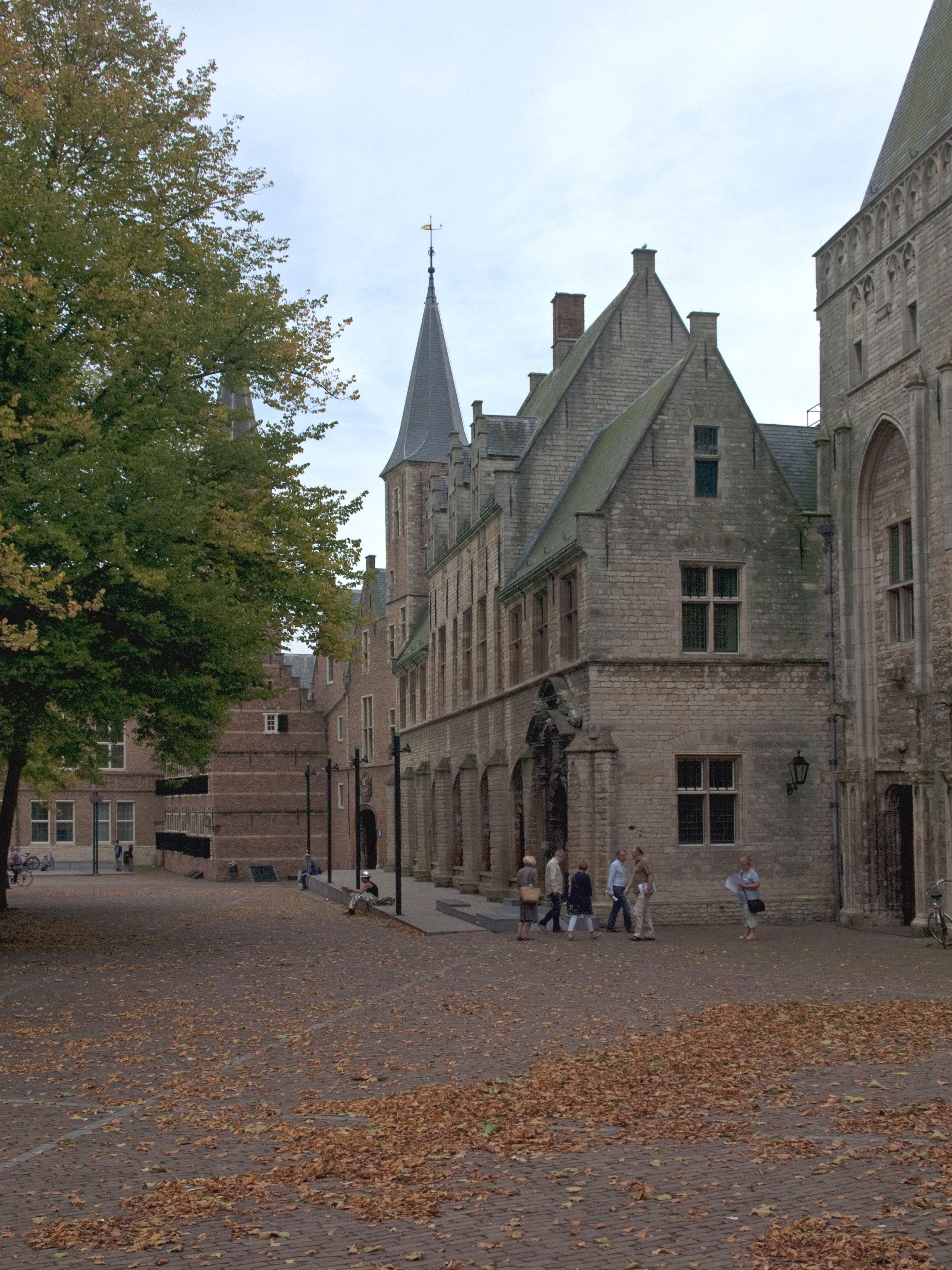
Abtshaus der Abtei Middelburg, Provinz Zeeland
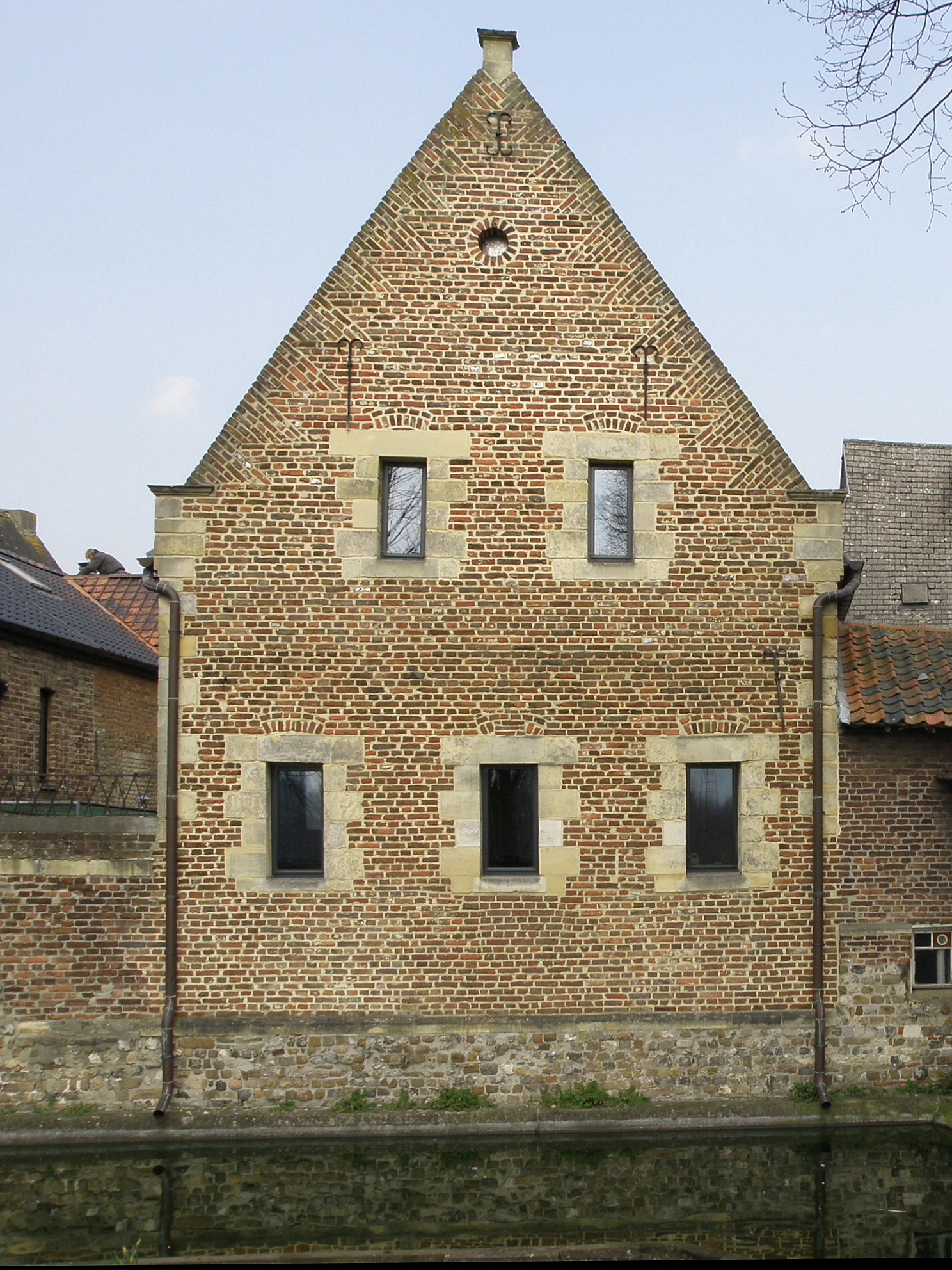
Brauhaus des Beginen- hofes von Tongern, belgische Provinz Limburg
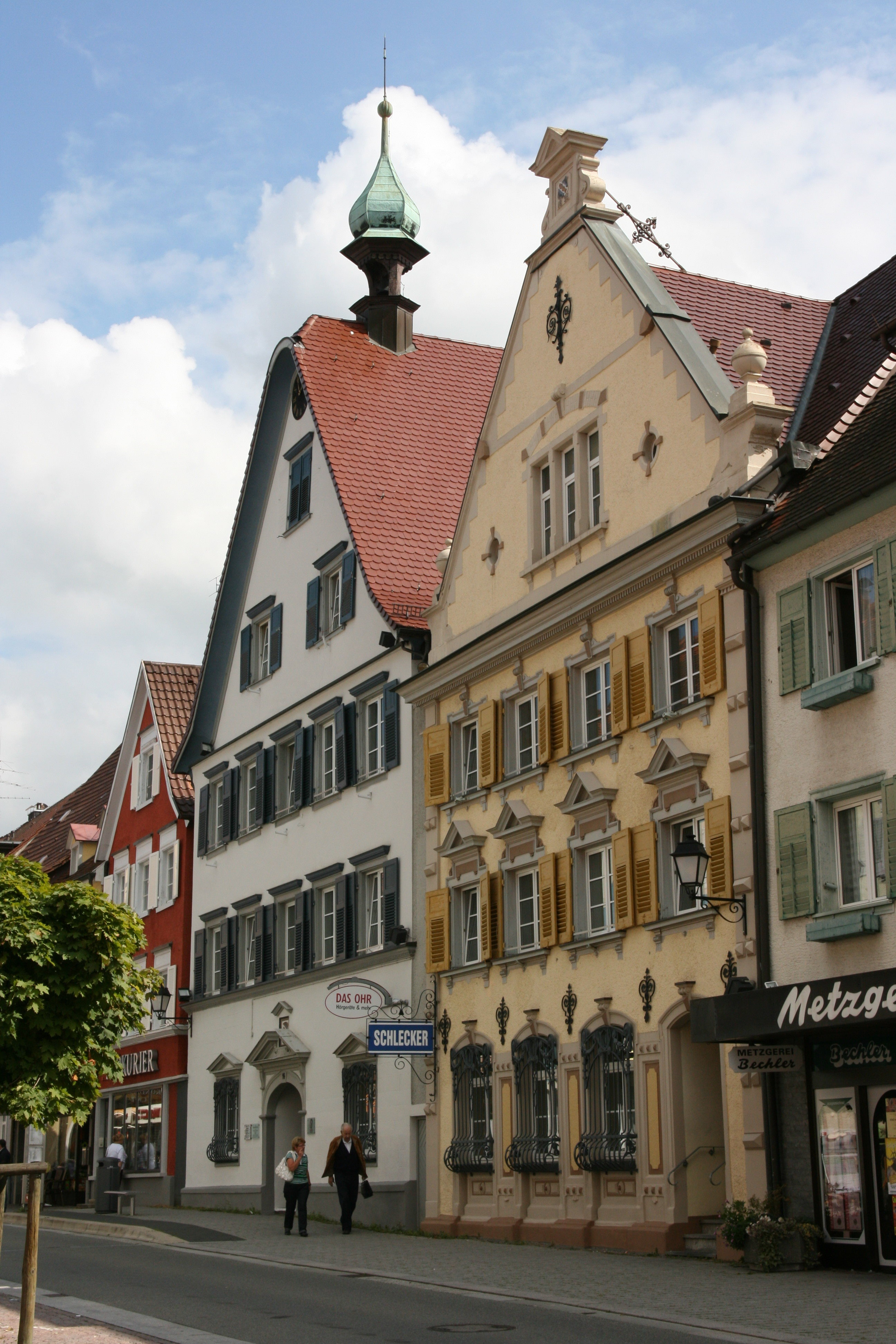
Dreistaffelgiebel in Stockach, Nähe Bodensee
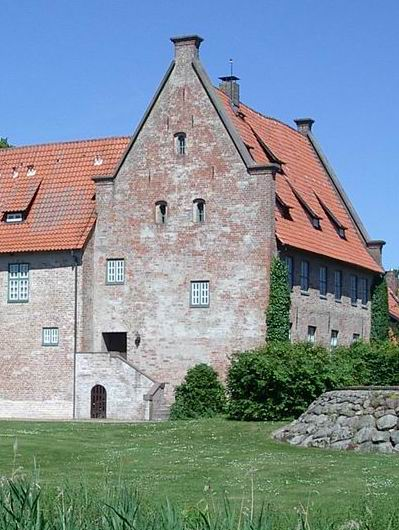
Burg Bederkesa, spätgotisch, Elbe-Weser-Dreieck

### Volutengiebel
Außer Stufengiebeln mit Volutenschmuck gibt es auch Volutengiebel, bei denen Voluten die Stufen ersetzen oder die ganze Giebelschräge als eine einzige Volute ausgebildet ist. Im deutschen und im niederländischen Sprachgebiet sind Volutengiebel an Bürgerhäusern in dicht bebauten Altstädten bekannt.
Die Entwicklung des Volutengiebels fiel aber zeitlich mit der Entwicklung einer Vormachtstellung des Abendlandes und der Gründung europäischer Niederlassungen weltweit zusammen. So wurden rund um den Globus Kirchen mit Volutengiebeln errichtet. Die Verwendung von Volutengiebeln fand von der Renaissancearchitektur bis in den Historismus und den Jugendstil des Industriezeitalters keine Unterbrechung.

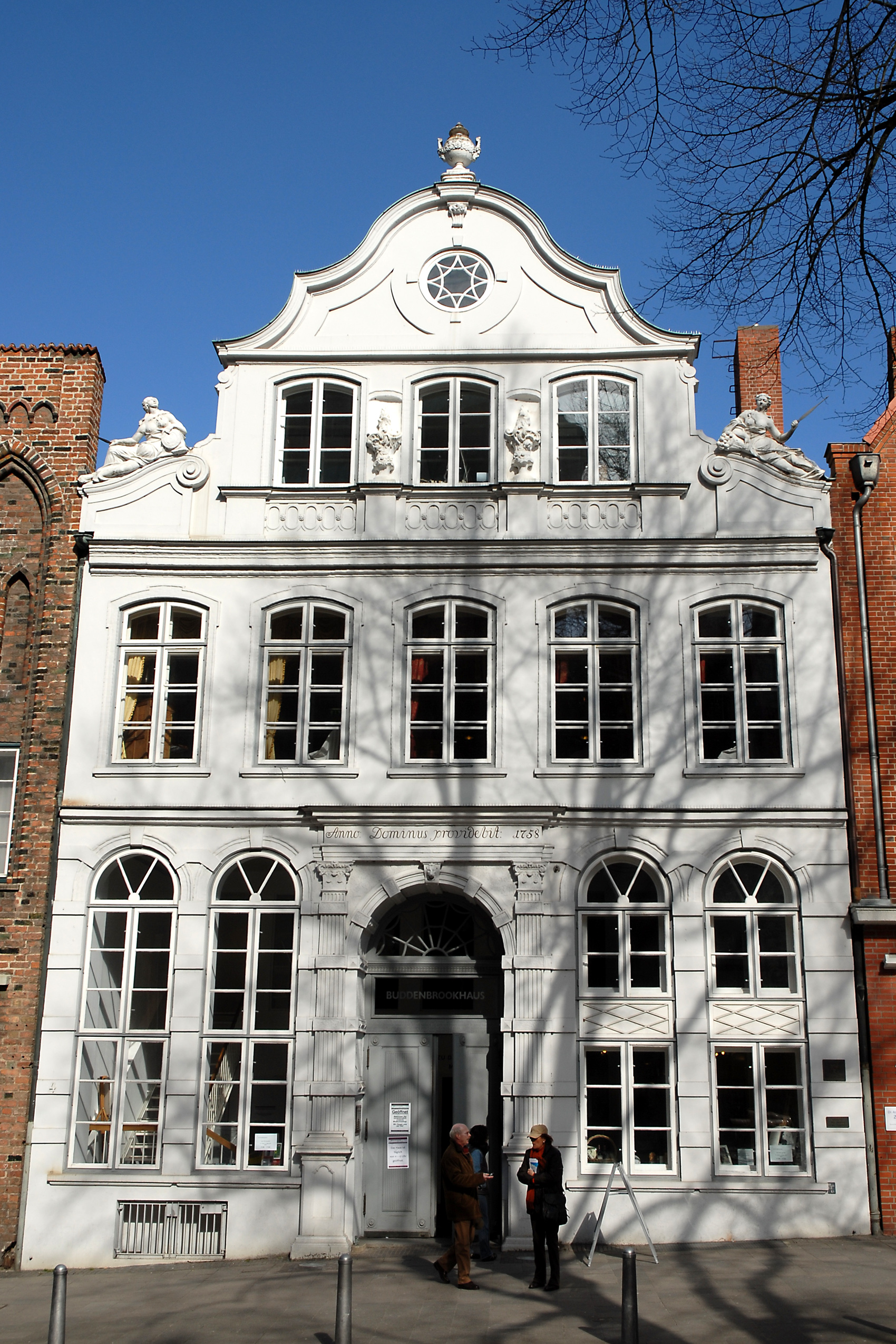
Buddenbrookhaus in Lübeck, 1758
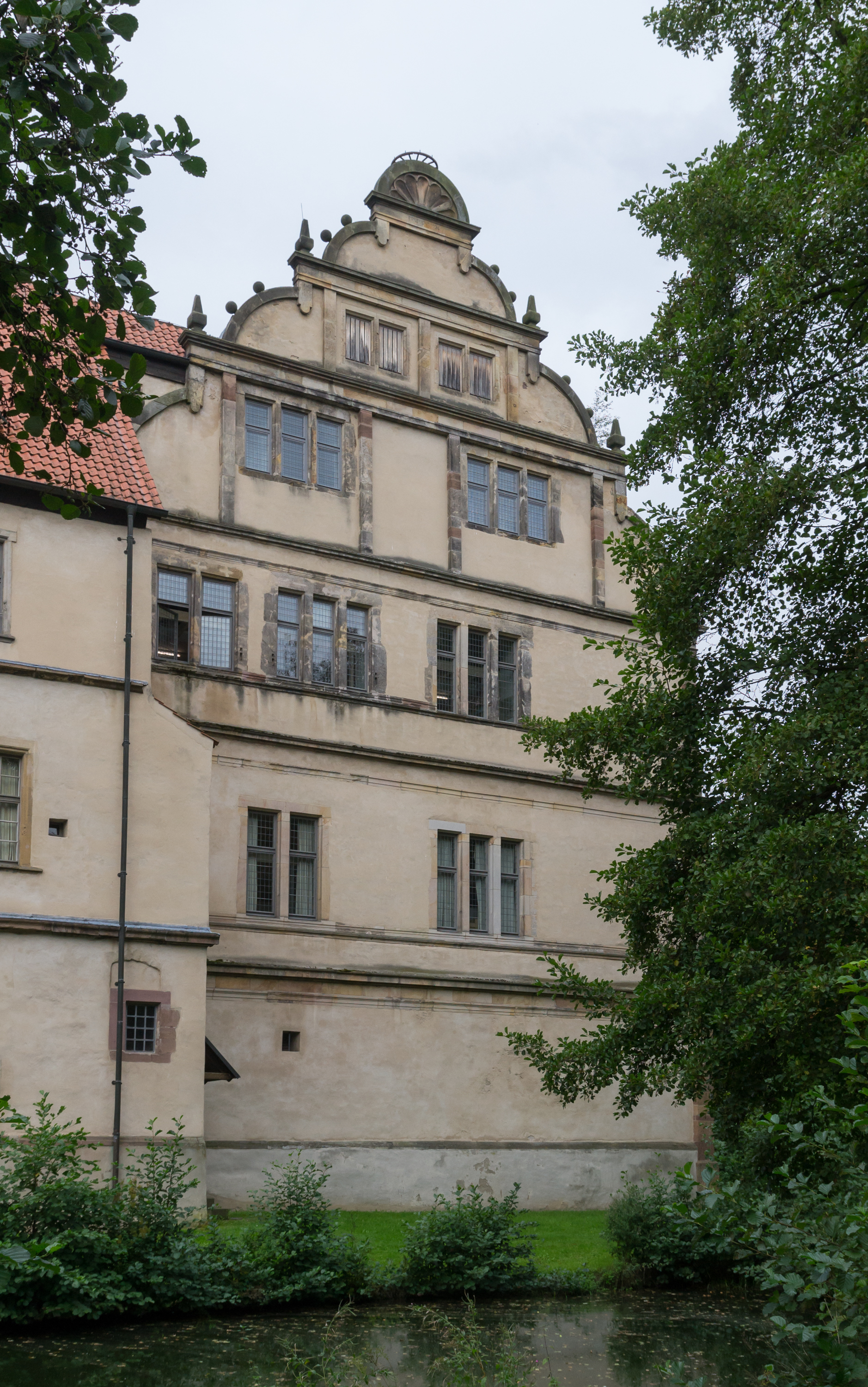
Schloss Brake in Lemgo, 1587, Weserrenaissance
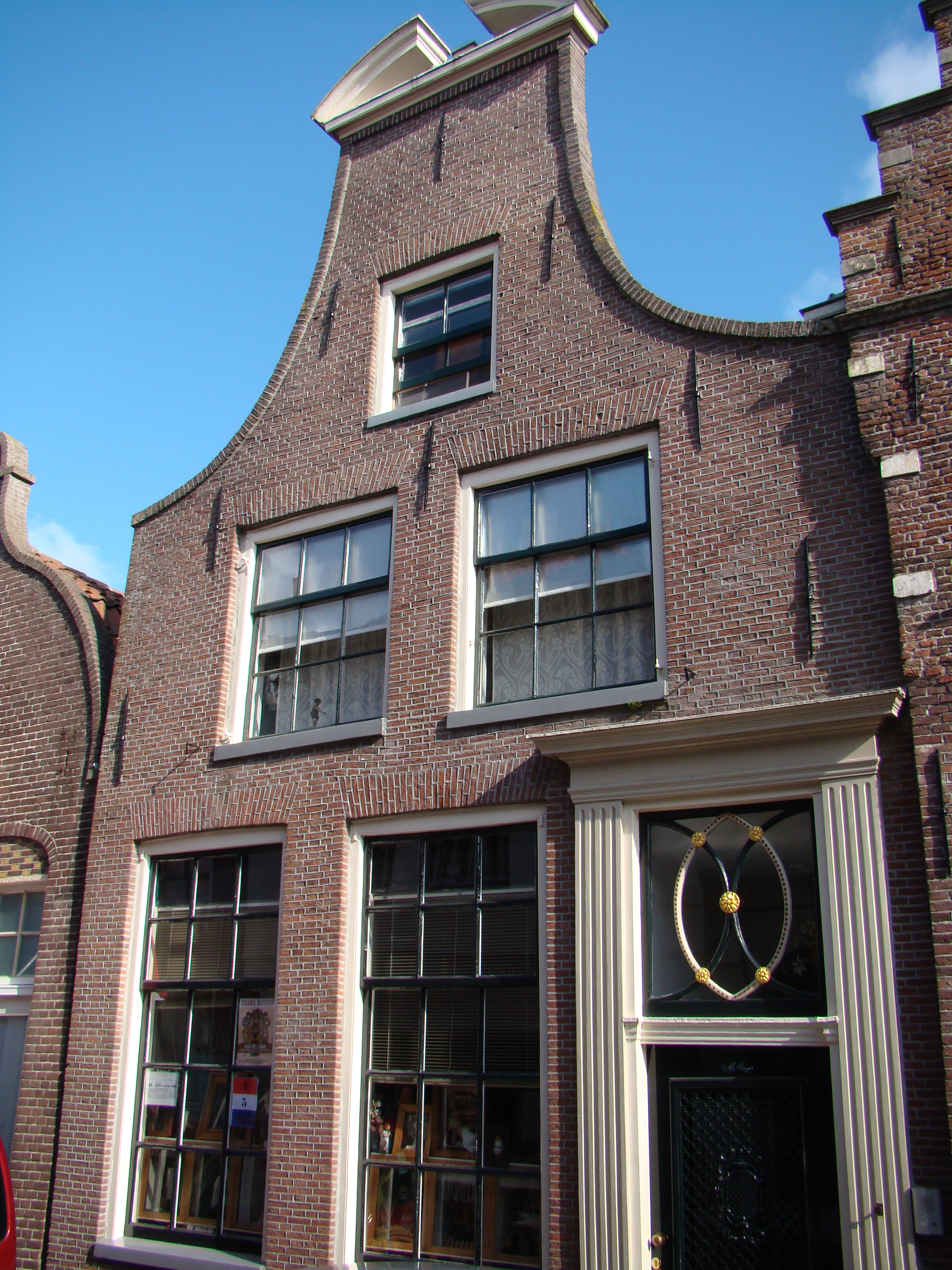
Volutengiebel in Edam, Nordholland
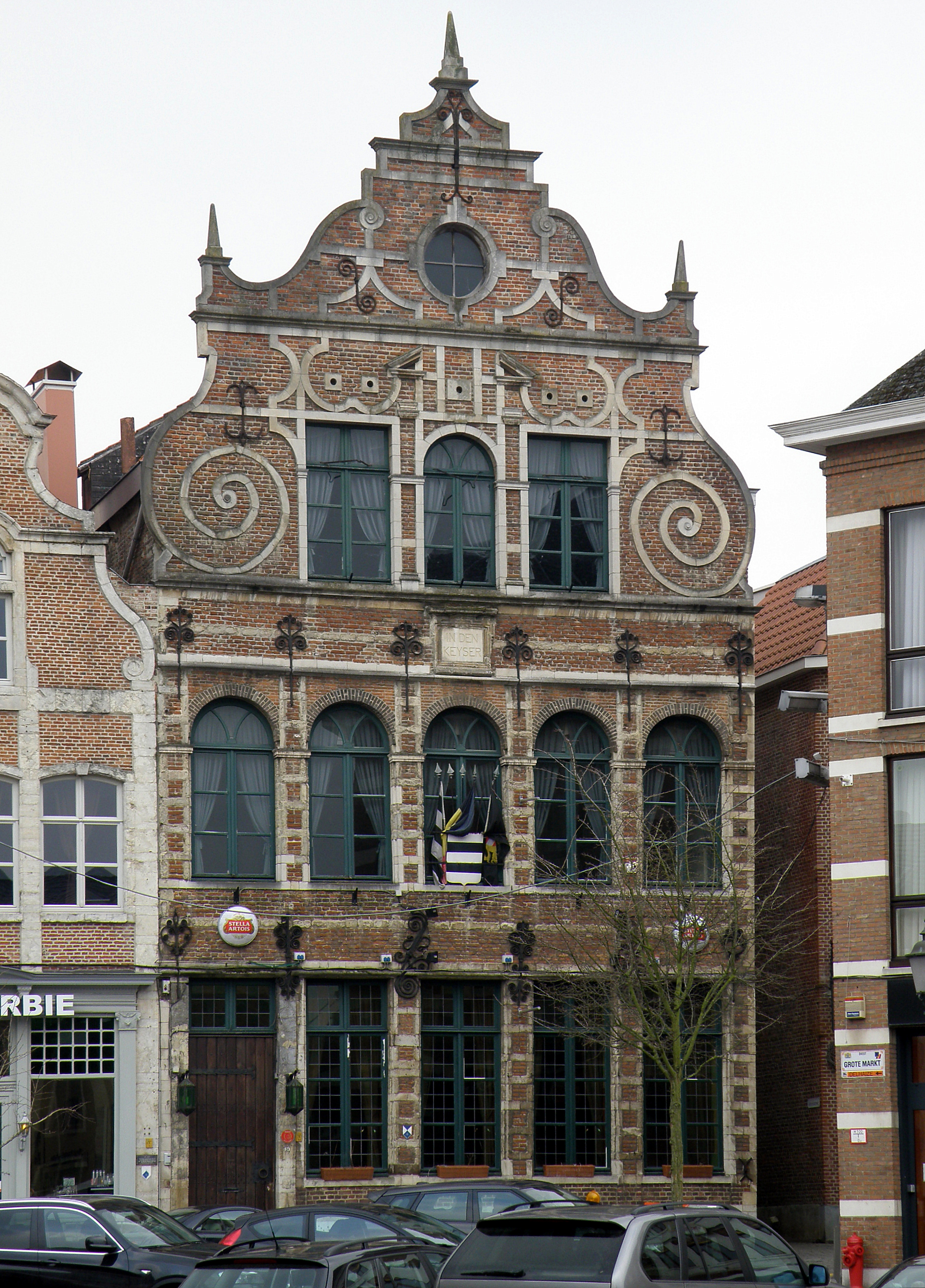
Haus „de Keyzer“ in Diest, Flämisch Brabant
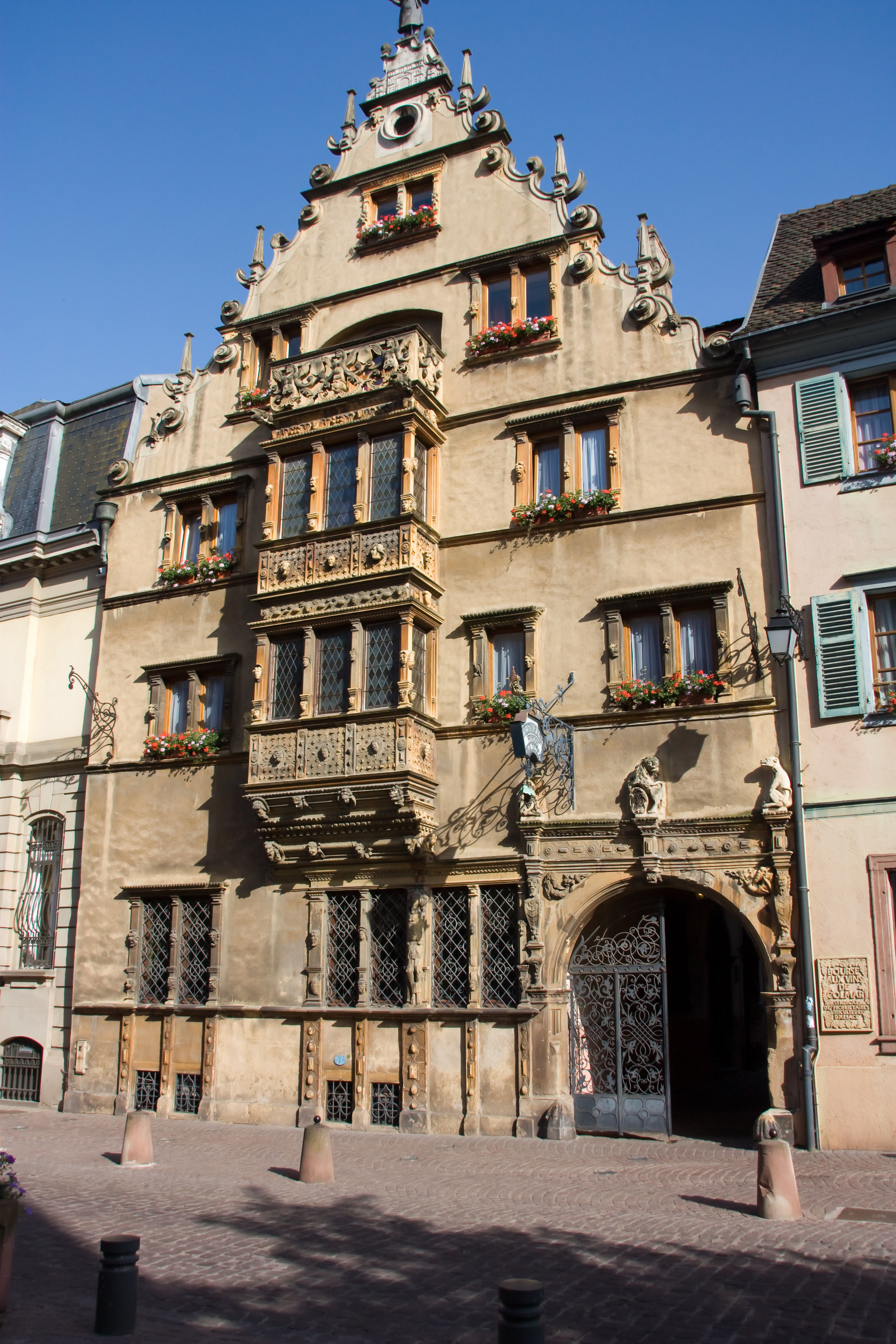
Maison des Têtes in Colmar, Elsass
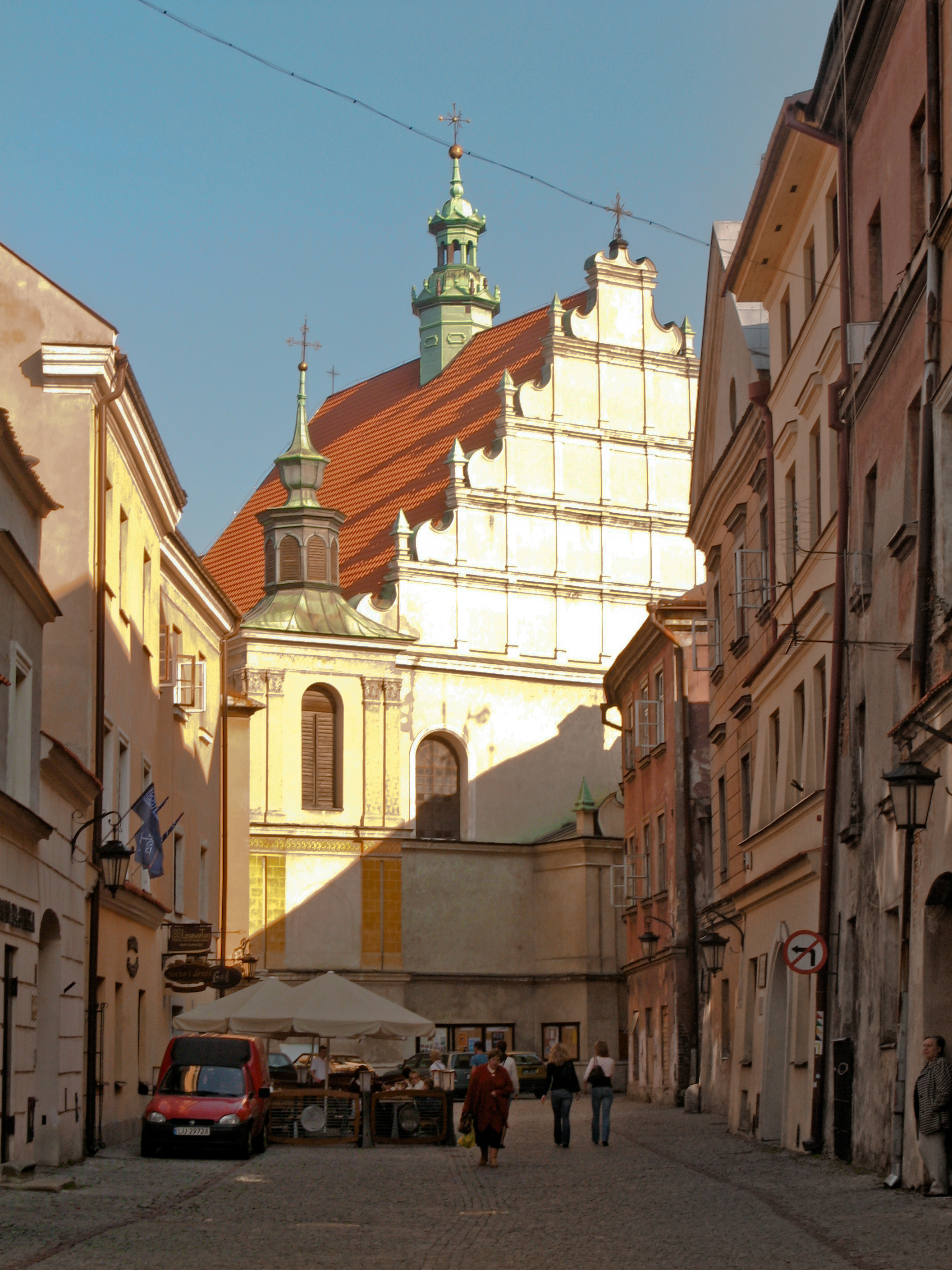
St. Stanislaus, Lublin, ab 1575[5], gleichermaßen Voluten- und Staffelgiebel
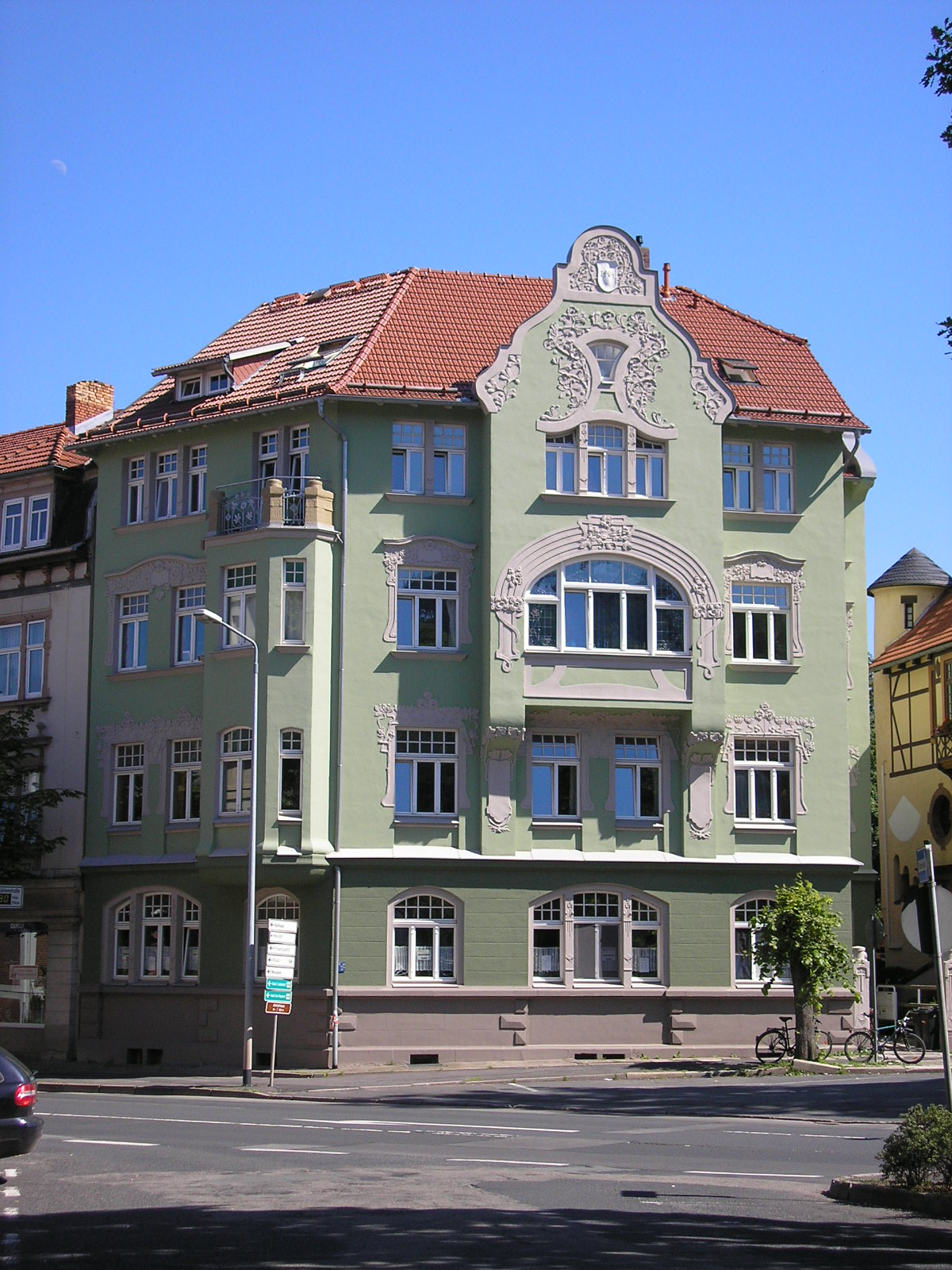
Jugendstilerker in Ilmenau, Thüringen

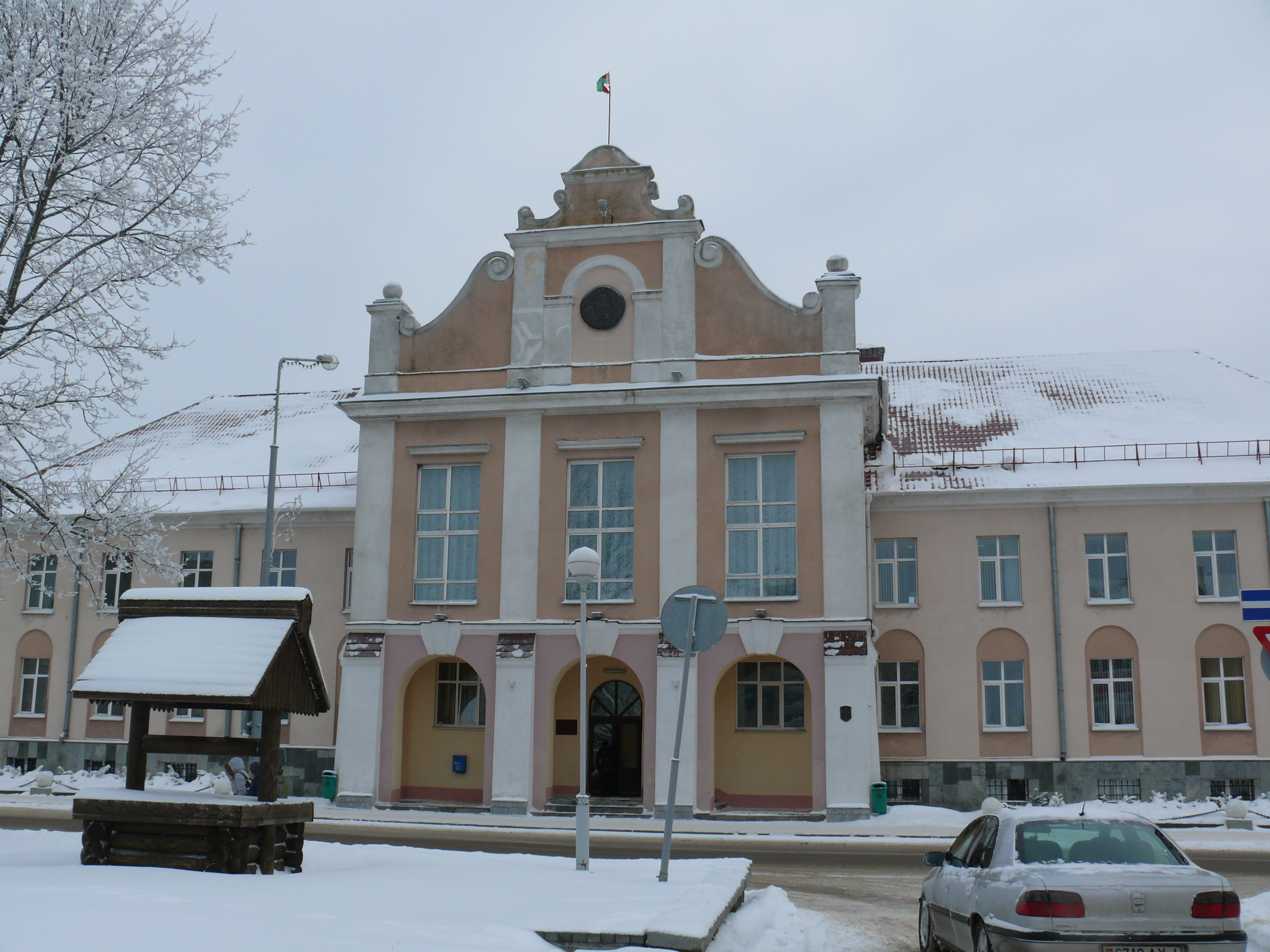
Ehemaliges Woiwodschaftsgebäude in Nawahrudak, Belarus
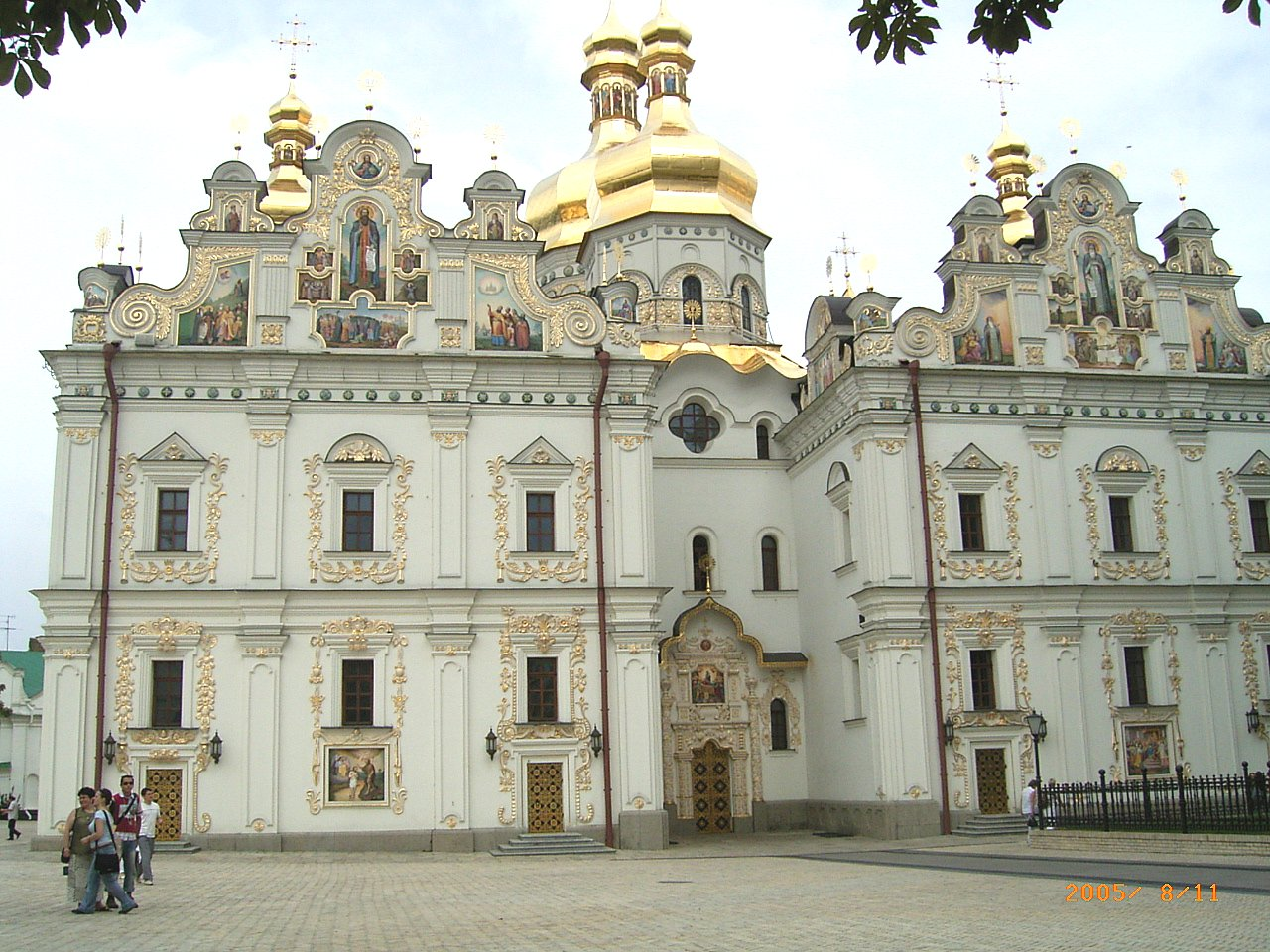
Uspenski-Kathedrale des Kiewer Höhlenklosters, Ukraine
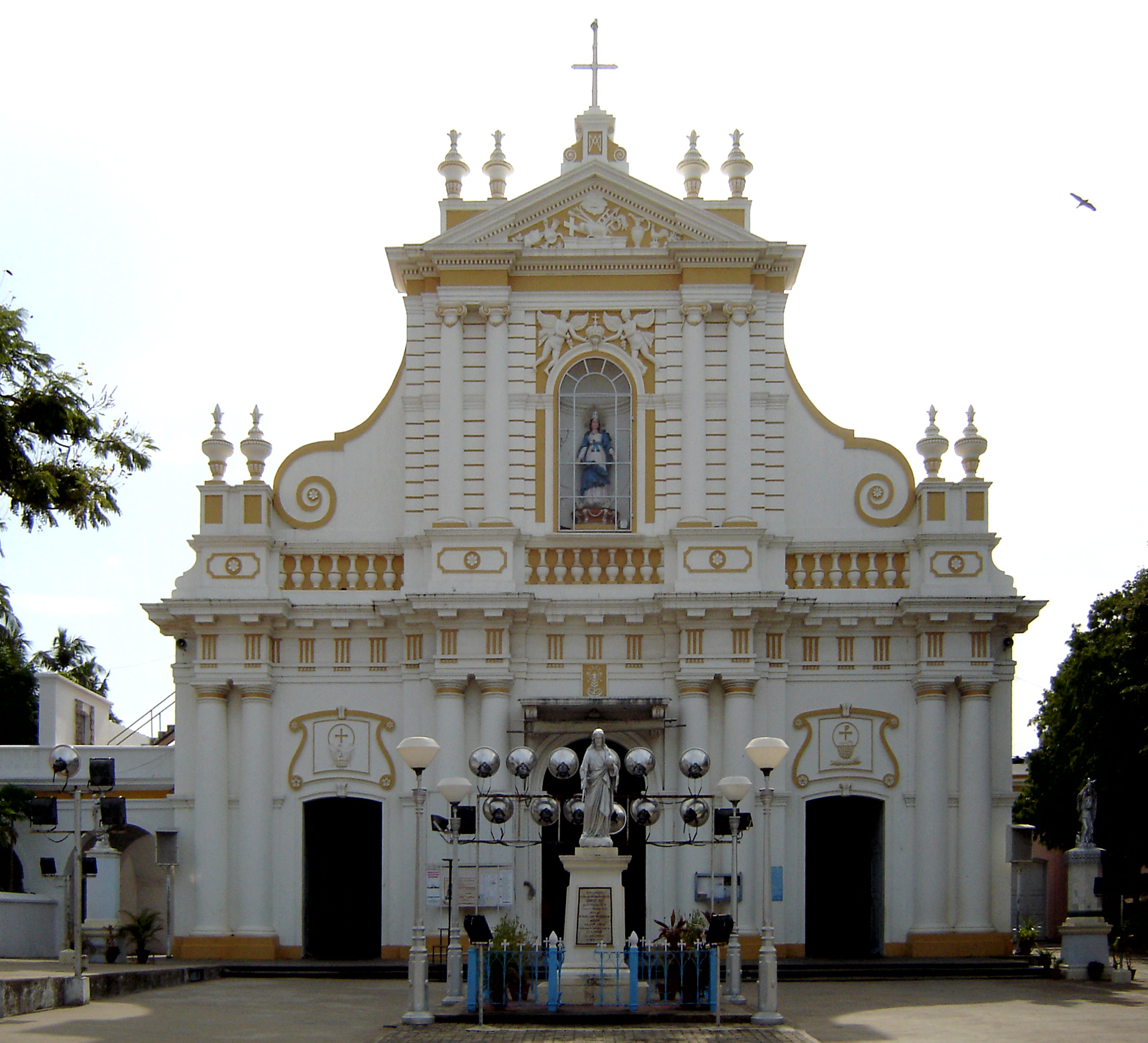
Kathedrale von Puducherry (Indien), französisch, 1791
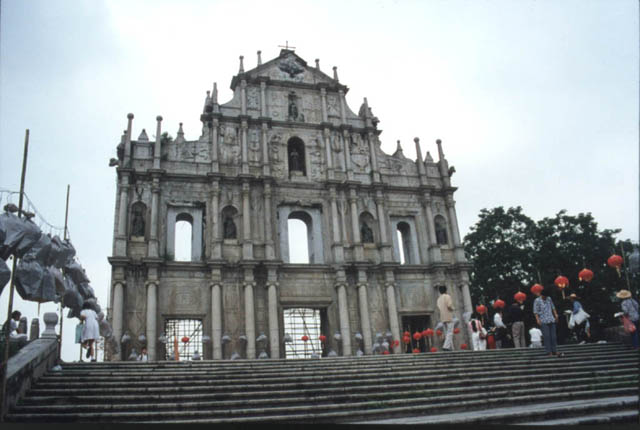
Fassade der Muttergotteskirche in Macau, China, portugiesisch, 17. Jh.
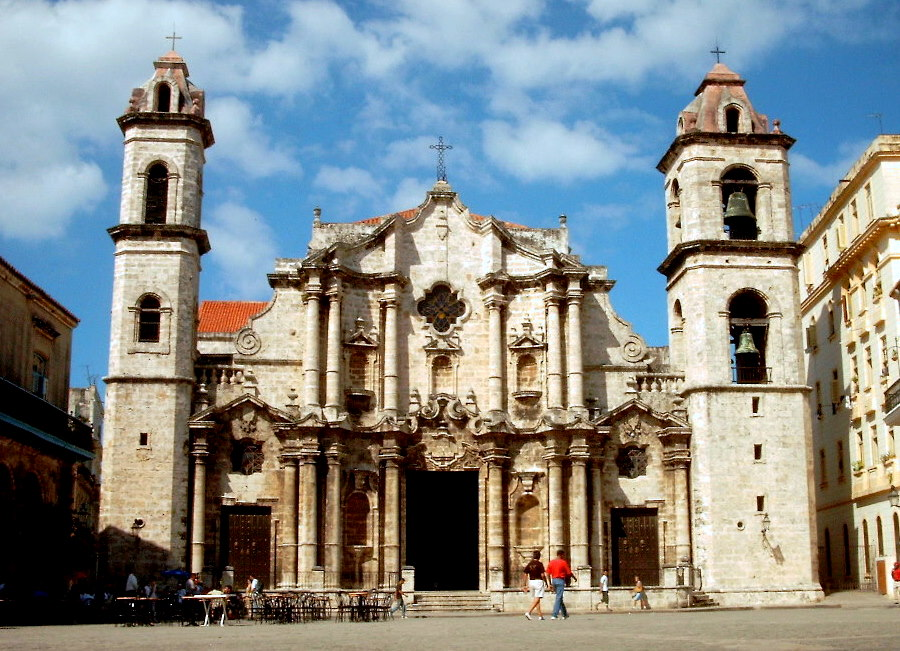
Kathedrale von Havanna, Kuba, 1748–1777

Giebel mit Zinnenbesatz
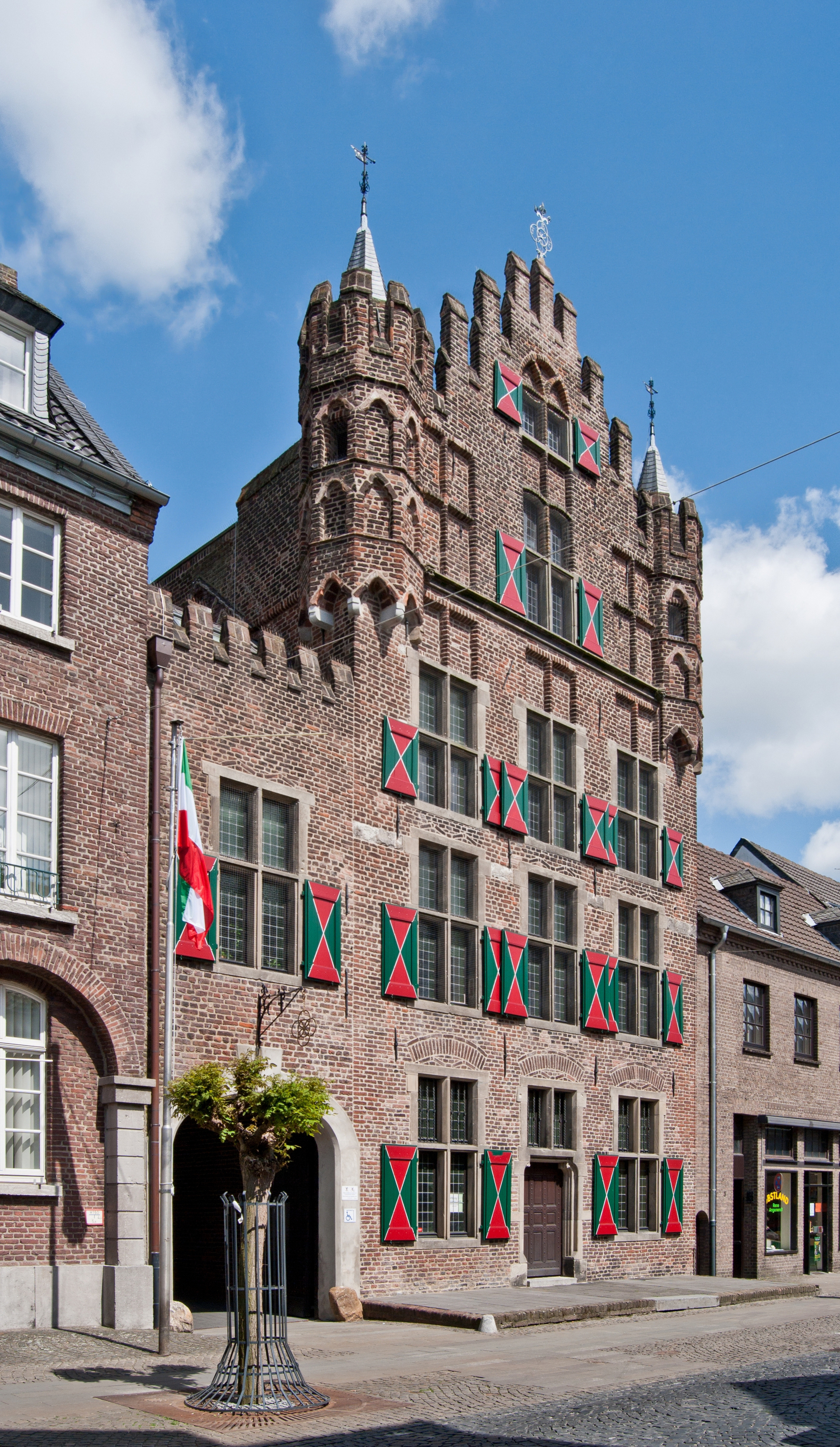
Haus zu den Fünf Ringen in Goch (Niederrhein)
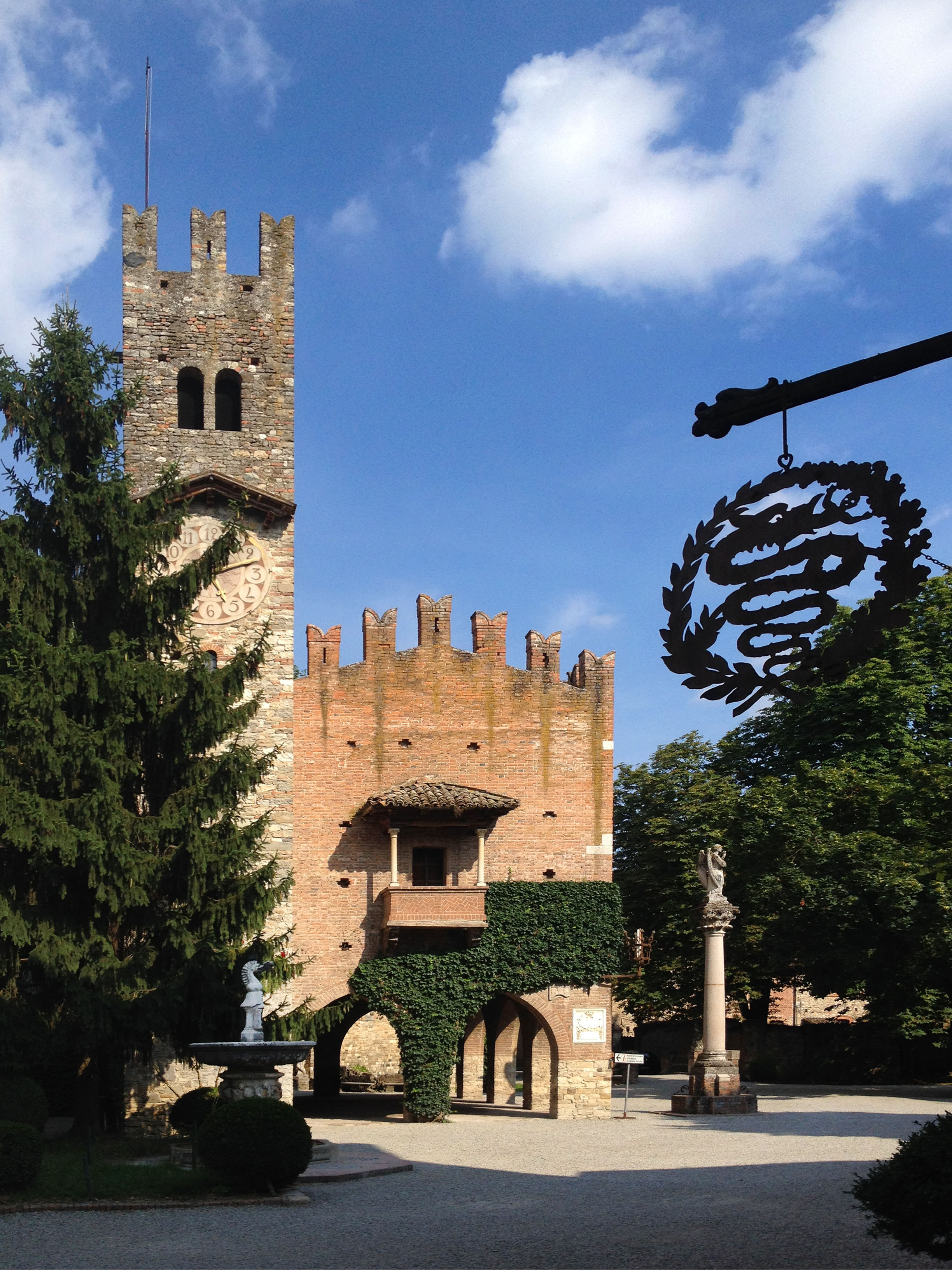
Castello di Grazzano Visconti in Vigolzone (Emilia-Romagna)
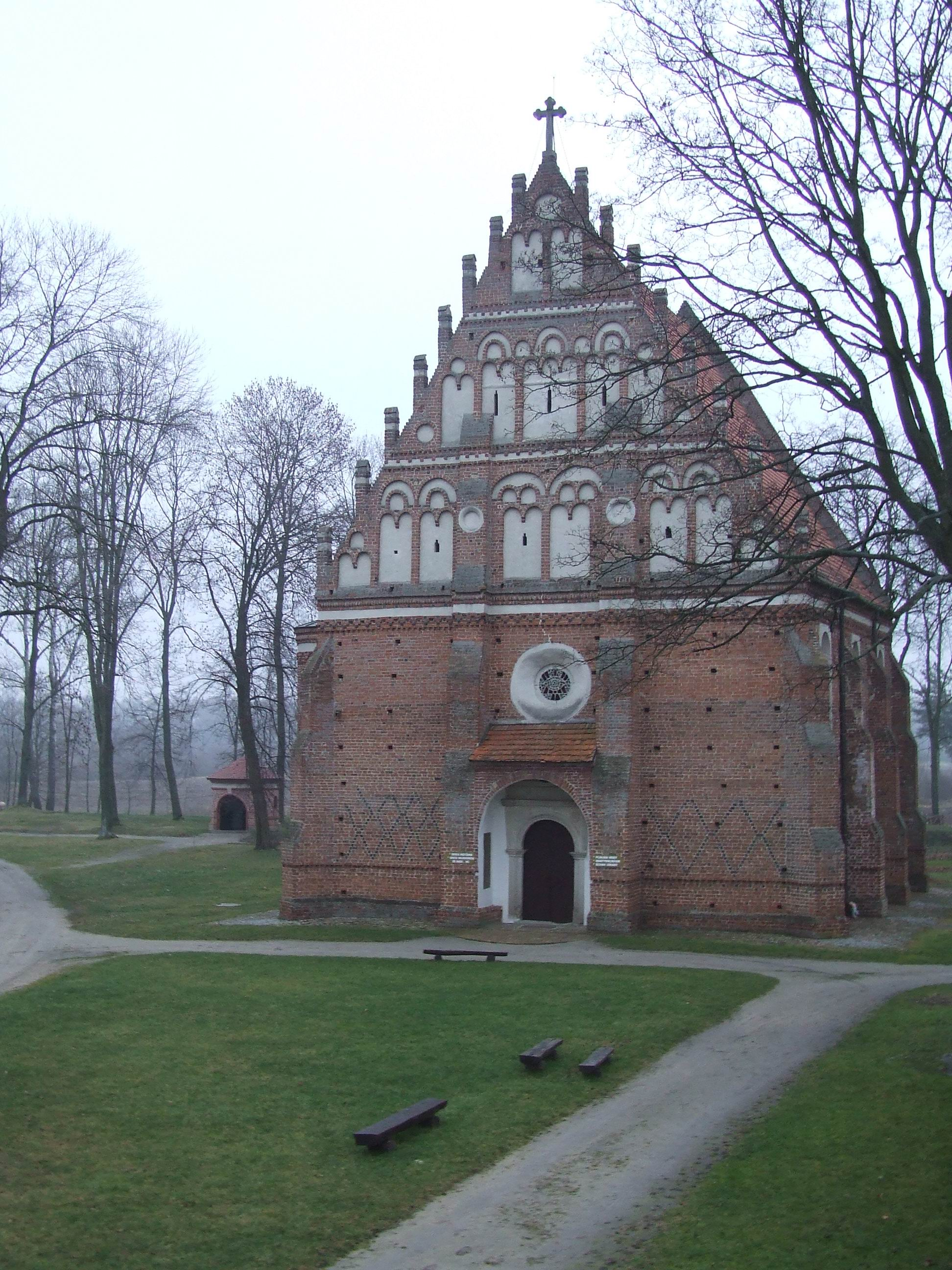
Kościół św. Ducha (Heiliggeistkirche) in Kodeń, Polen/Grenze zur Ukraine, 1530, ursprünglich orthodox